# Mexikó turizmusa

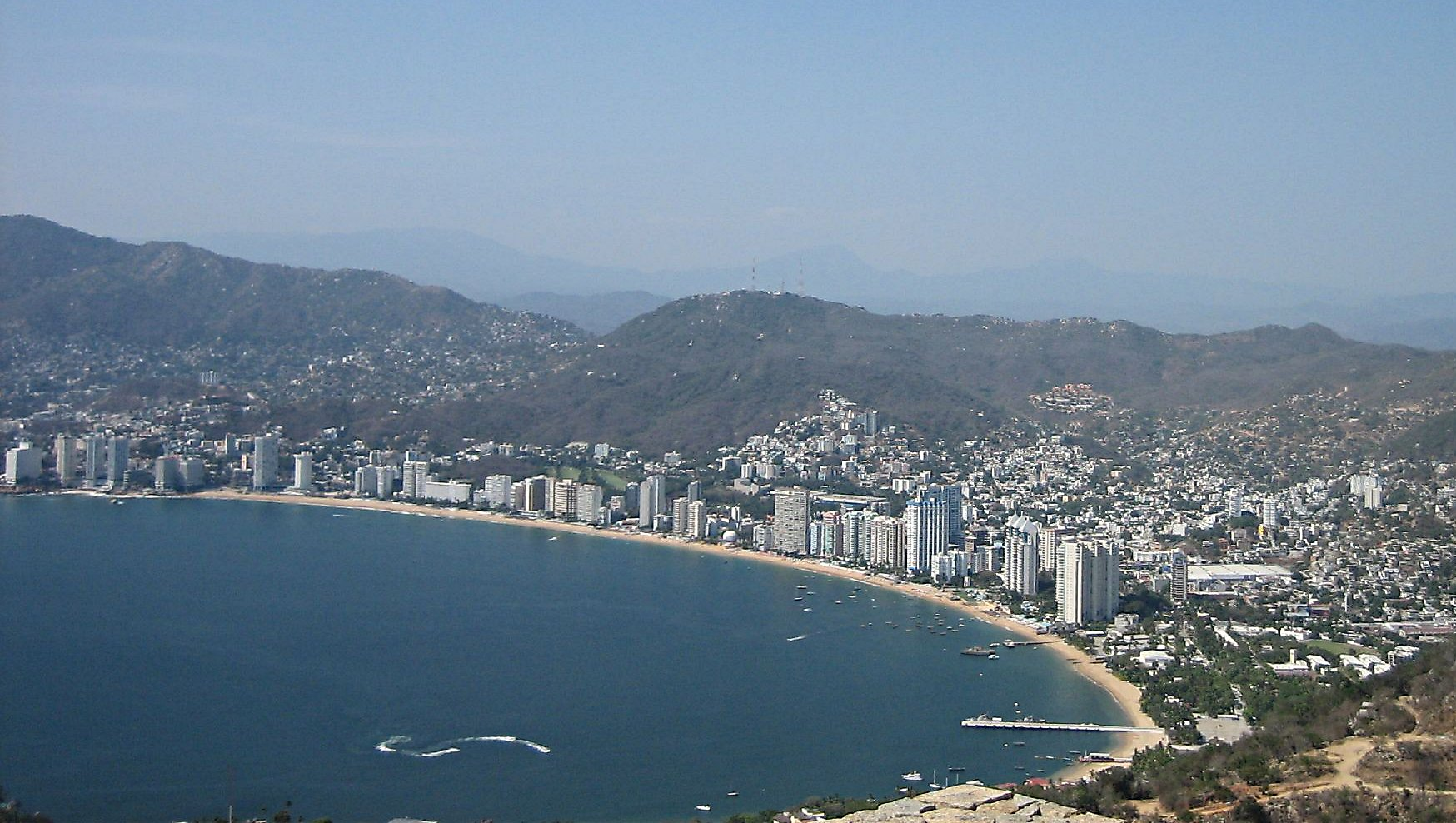
Acapulco tengerpartja

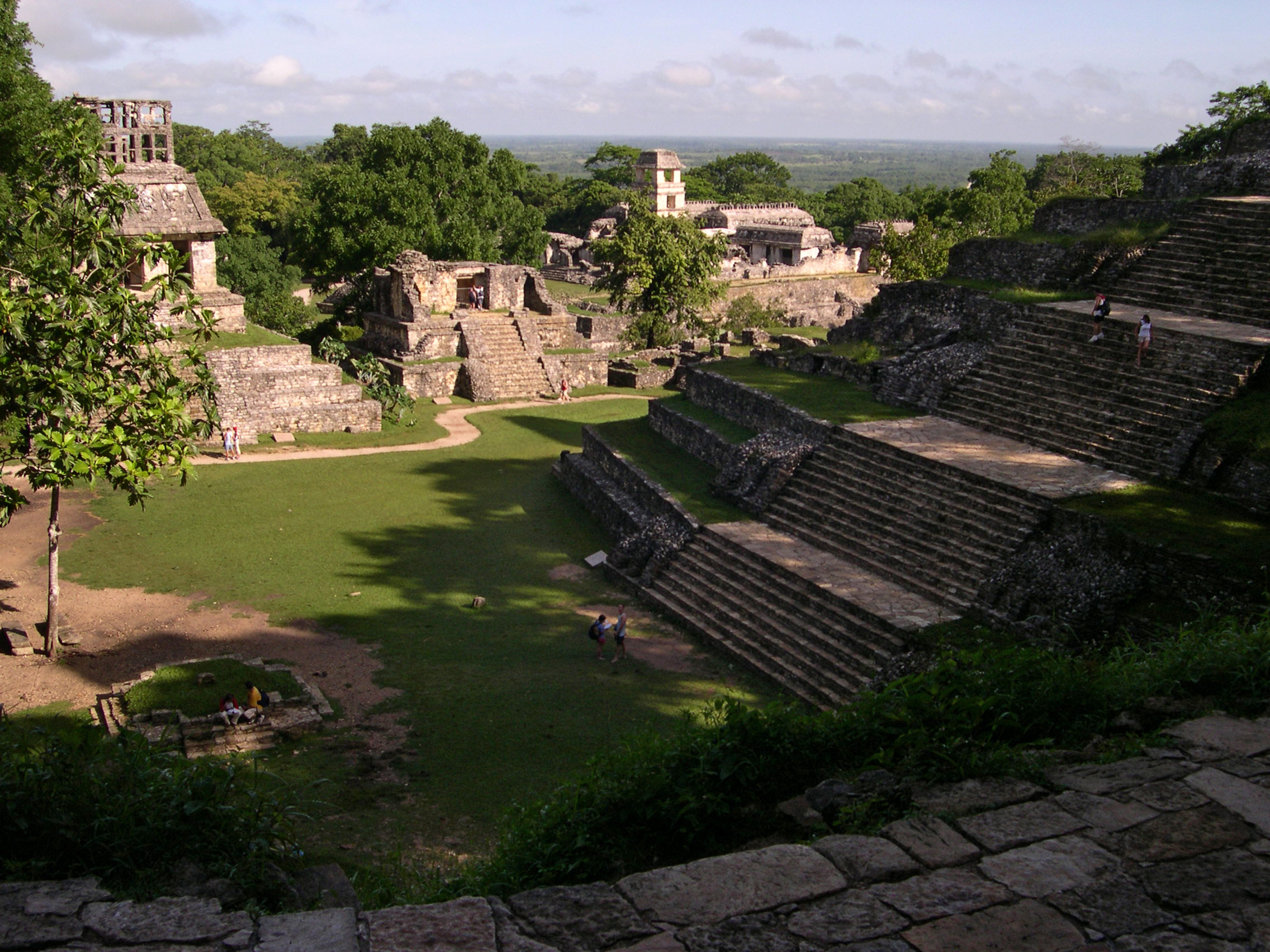
Palenque maja romváros maradványai

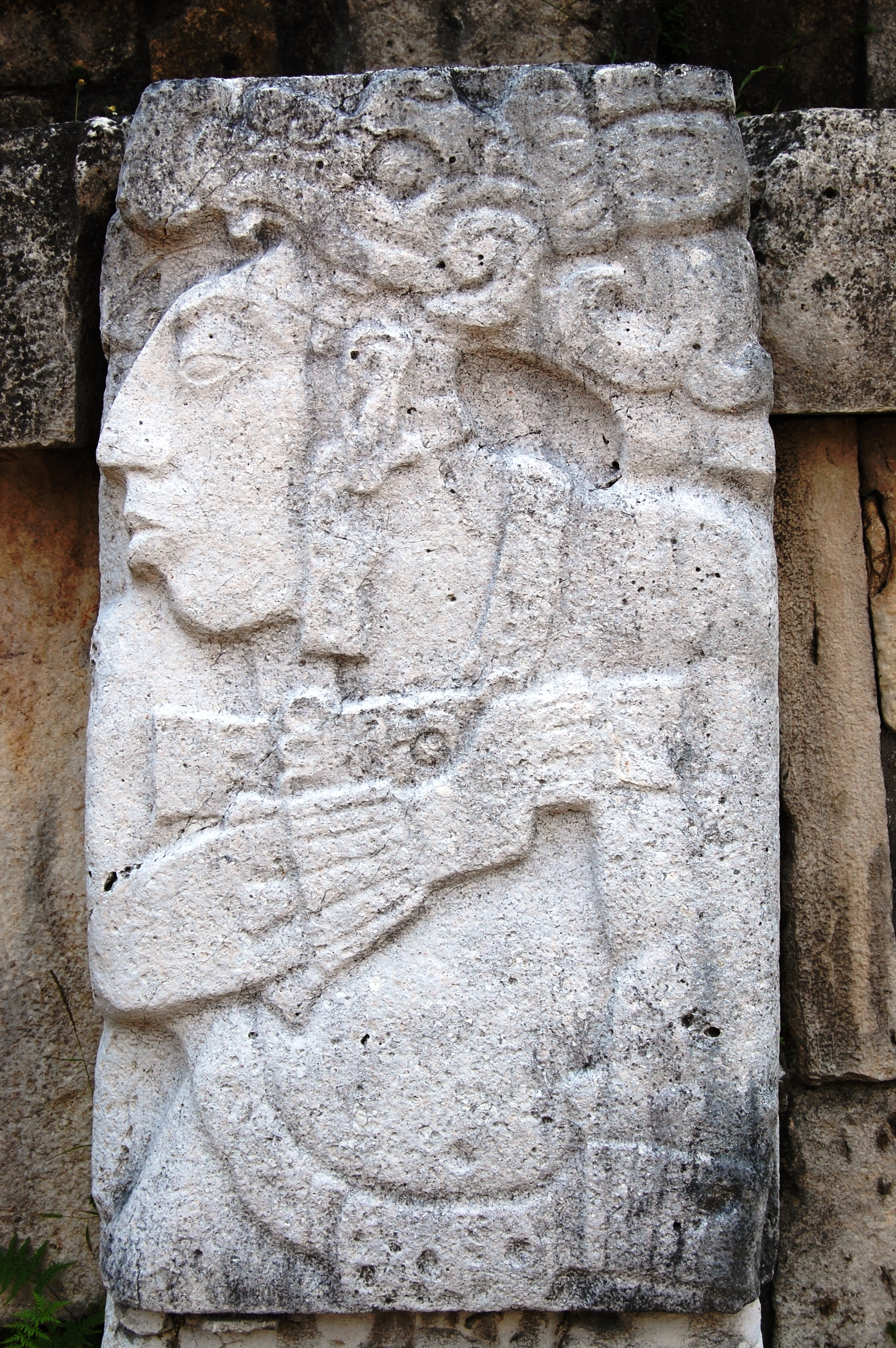
Maja véset Kin Pakal királyról

Mexikó turizmusát a sokszínűség jellemzi.
Az azték és a maja civilizációkon kívül több népcsoport is fejlett kultúrát hozott létre az országban. Hernán Cortés 1519-ben vonult be csapataival Tenochtitlánba az azték fővárosba. A gyarmat a spanyol korona tulajdona lett. 1535-ben kapta meg az alkirálysági státuszt. Mexikó rohamos fejlődésnek indult, de gazdasági életét nehezítette, hogy csak az anyaországgal kereskedhetett. Az ország három évszázadig gyarmati sorban tengődött. 1821-ben Mexikó ugyan független lett, de az ország társadalmi helyzete nem változott. 1848-ban területének felét elvesztette az Amerikai Egyesült Államokkal vívott háborúban. A reformháborúra az adott alapot, hogy a külföldi adósságok törlesztését befagyasztották. Erre a franciák megtámadták Mexikót. Az általuk hatalomra segített Habsburg Miksát 1867-ben elítélték és kivégezték. Az 1910-1917-es mexikói forradalom Porfirio Díaz diktátor ellen irányult. 1917-től új alkotmány lépett életbe. 1929-ben az Intézményes Forradalmi Párt került hatalomra, majd 2000-ig uralkodott, és ekkor sikerült a választásokon megbuktatni.
A mexikói turizmus gyorsan fejlődik. A trópusi éghajlat, a színpompás növényzet és a maja civilizáció emlékei a turisták tömegeit vonzzák az országba és ezen belül a Yucatán-félszigetre is.

## Az idegenforgalom számokban
2007 év végéig több mint 18,7 millió pihenni vágyó külföldi érkezett Mexikóba, a vendégek 92 százaléka az USA-ból, 2,8 százaléka Kanadából kereste fel a híresen szép strandokat. Mexikóban jelenleg 10 400 szállodában 430 ezer szoba várja a külföldieket. Az olajból és az Egyesült Államokban dolgozó munkások hazautalásai után a turizmusból származó jövedelem adja az ország bevételének legnagyobb hányadát. A mexikói idegenforgalmi minisztérium jelentése szerint 2004-ben a külföldi turisták 11 milliárd dollárt költöttek az országban. Elsősorban a kaliforniai, floridai és texasi kikötőkből induló luxushajókkal 2005. december 31-ig bezárólag 8 millió 581 ezer amerikai turista fordult meg Mexikóban. A hajóval érkezők gyakorlatilag csak annyi időt töltenek a szárazföldön, ameddig az elkövetkező napokra szükséges tequila) mennyiséget és az egyéb ajándéktárgyakat megveszik, vagy egy erős paprikával ízesített kukoricás-babos mexikói ebédet vagy vacsorát elfogyasztanak.
A Mexikóba érkező turisták 40 százaléka 2007-ben is a Yucatán-félsziget tengerpartján fekvő híres Playa del Carmen strandjaira, Cancún környékére, Cozumel szigetére, Acapulcóba, Puerto Vallartába és Ixtapa környékére látogatott.

## A főváros látnivalói

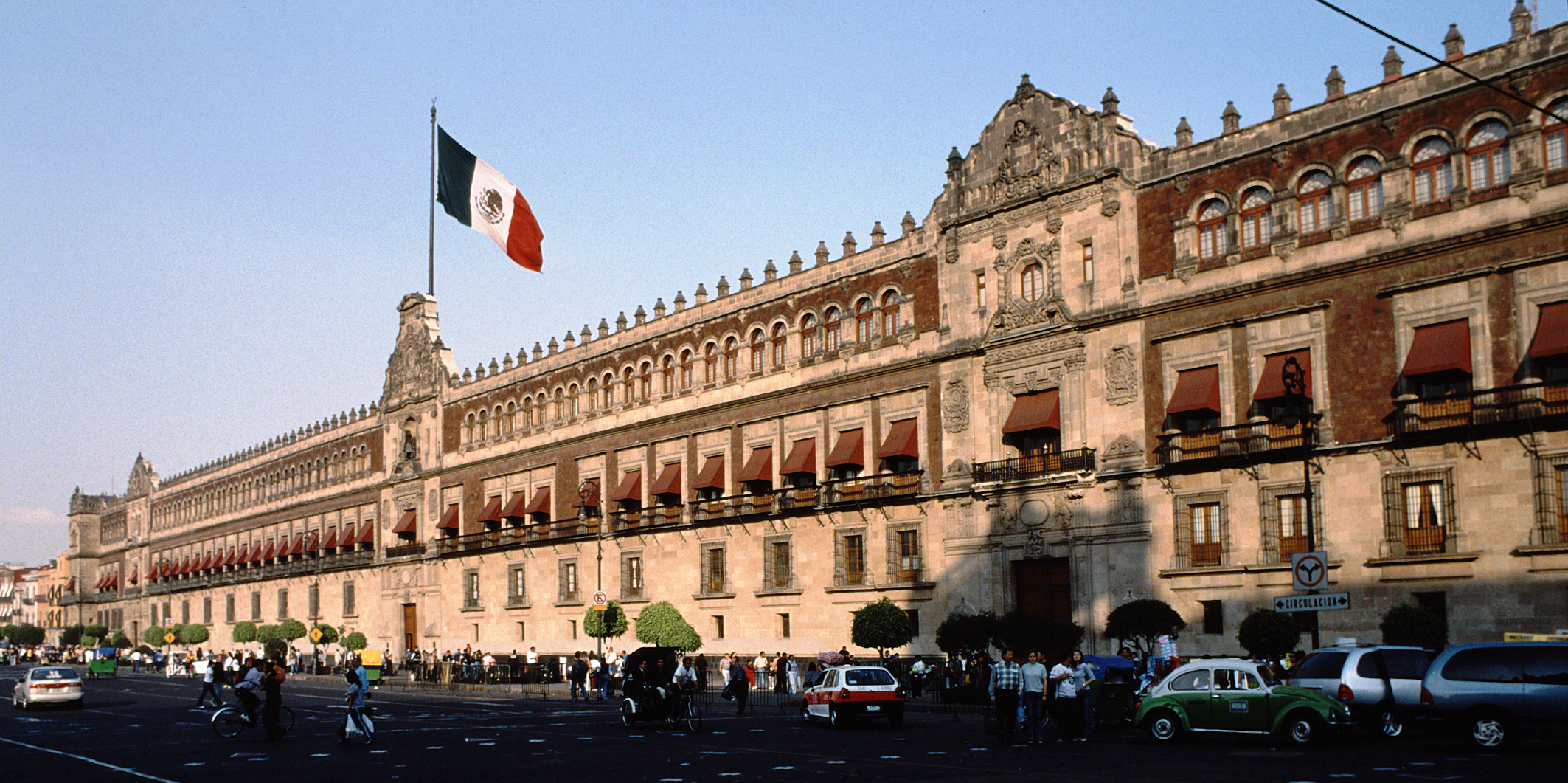
A Nemzeti Palota Mexikóvárosban

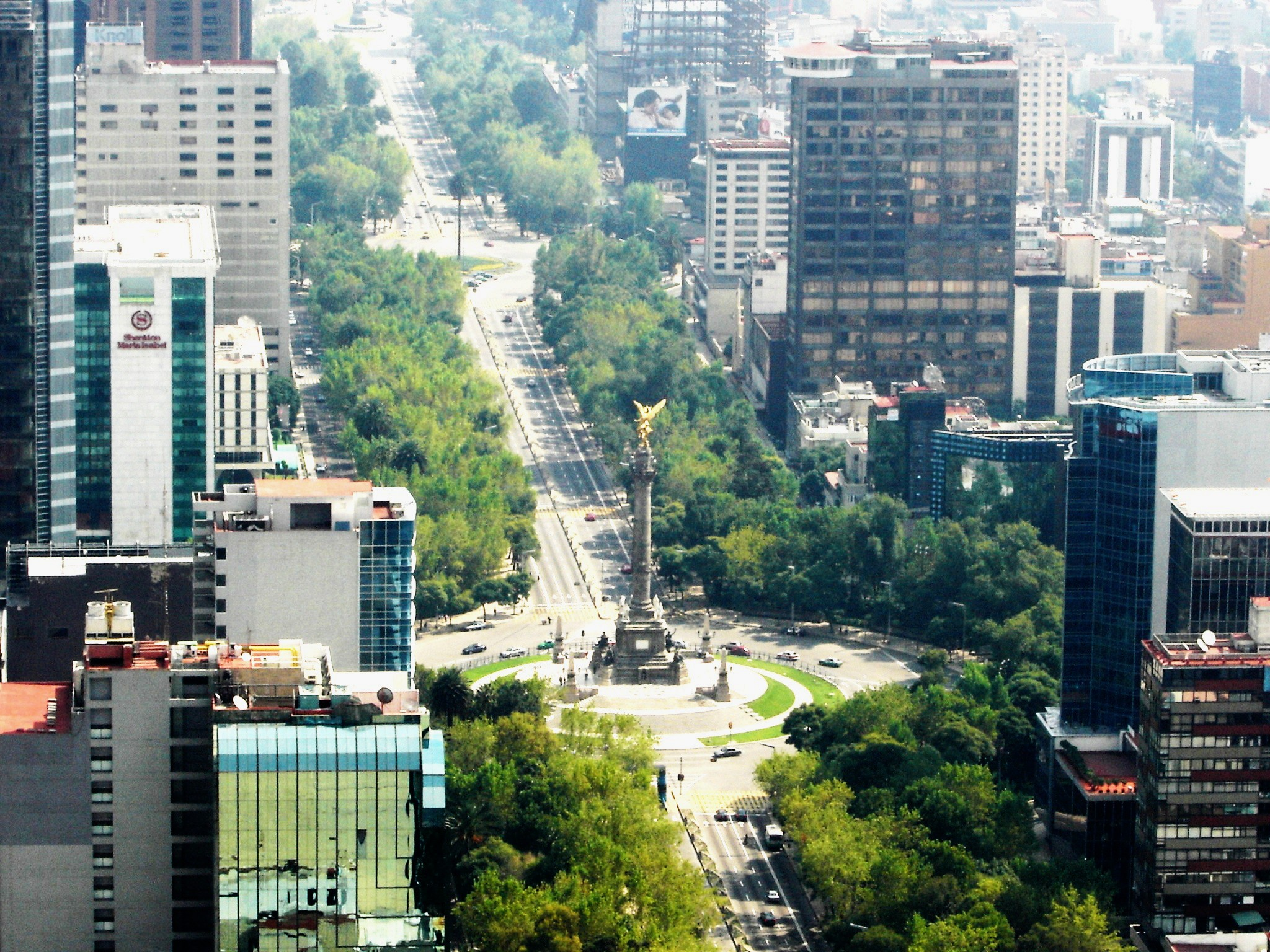
Mexikóváros központjában

Ha eljutunk a fővárosba, mindenképpen nézzük meg Teotihuacant, ezt a gigászi romvárost és a híres Nap és Holdpiramist, valamint azt a rengeteg építményt amely az akkori kultúra hatalmas tudását tükrözi. Mexikóvárosban kihagyhatatlan a Mexikó múzeum, amelynek a részletes bejárására legalább hat – nyolc órát érdemes tervezni. Az itt látható gyűjtemény hihetetlenül gazdag és olyan átfogó képet nyújt az ottani kultúrákról és azok magas szintjéről, mely méltó élménye lesz az utazásnak.
A mai Mexikóvárosban szoros szimbiózisban élnek együtt az azték birodalom emlékei, a spanyol alkirályság korából származó épületekkel és a modern, csupa üveg felhőkarcolókkal. A 2400 méteres tengerszint feletti magasságban fekvő város szíve a világ egyik legnagyobb tereként ismert Alkotmány tér. A helyiek azonban nem ismerik így, hanem Zócalónak hívják, ami magyarul szobortalapzatot jelent. A térre szánt szobor (a mexikói függetlenségi háború emlékműve) sohasem készült el, csak a talapzata árválkodott ott egy ideig, míg az emberek lassan az egész teret elkezdték így nevezni. Az északi oldalán áll a monumentális, öthajós Mária Mennybemenetele-székesegyház, amit 250 éven keresztül építettek. Ennyi idő alatt a stílusjegyek keveredtek, a templom mellé épített Városi kápolna, a túlfűtött spanyol barokk ékes példája. A székesegyház az aztékok Nagy Piramistemplomának, a Gran Teocallinak a helyére épült. A maradványokra a 19. század végén találtak rá, amikor csatornázási munkákat végeztek a környékén. Tőle jobbra található a tér másik nagy látványossága, a Nemzeti Palota. Itt állt az utolsó azték uralkodó, II. Moctezuma palotája, amely átépítése után a Spanyolországból küldött alkirályok lakóhelyéül szolgált. Az épület középső része látogatható. A lépcsőházat három oldalról a világhírű murálfestő, Diego Rivera freskója borítja, amely Mexikó történelmét sűríti össze az azték időktől napjainkig.
A Zócalón és a környező utcákban éjjel-nappal pezseg az élet. A földre terített ponyvákon, a hamarjában összetákolt standokon mindenki árul valamit, pl. ronggyá olvasott könyvet, színes üveggyöngy nyakláncot, indiánok ajánlkoznak, hogy leveszik az emberről a rontást, az alkalmi ételárusok gondoskodnak arról, hogy ne kelljen senkinek sem éhgyomorral bámészkodnia. Meg lehet kóstolni a tacót, a ropogós tortillákat. Tipikus utcai étel a tamal. A Zócalóról nyílik a főváros leghangulatosabb utcája, a Madero. Hajdan az ezüstművesek boltjai sorakoztak itt. A fennmaradt templomokon és palotákon látszik a korábbi elegancia nyoma. Itt található a 16. század végén épült kék-fehér színű Csempés ház. A legenda szerint Orizaba grófja, a tulajdonos, a 18. században azt mondta, hogy „a fiának sohasem lesz annyi pénze, hogy be tudja borítani csempével”. A fiú addig nem nyugodott, amíg az egész épületet kívülről be nem burkoltatta Pueblában készült mudéjár stílusú azulejo csempékkel.
A Madero utat a 180 méter magas Torre Latinoamericana („latin-amerikai torony”) nevű felhőkarcoló zárja, amely a modern Mexikóváros szimbóluma. A 43 emeletes épület eddig minden földrengésnek ellenállt.
A korábbról megmaradt tórendszer egyetlen darabja Xochimilco kerületben található, amely nemcsak a város egyik legkellemesebb színfoltja, hanem a turisták és a helyiek kedvelt piknikező helye. A női nevekre keresztelt bárkák olcsón kibérelhetők és hangulatos utazást lehet velük tenni. A fővárostól északra fekszik Teotihuacán, ahol a Nap és a Hold piramist minden Mexikóba látogatónak illik megmásznia. Ezzel a kirándulással útba ejthető Guadalupe új bazilikája is. Ez Közép-Amerika legnagyobb búcsújáró helye. Alig néhány a konkviszta (spanyol hódítás) után megjelent a kopár Tepeyac-dombon Szűz Mária és azt üzente Juan de Zumárraga püspöknek, hogy építsenek neki a dombon, a jelenés helyén egy templomot. A spanyol püspök nem hitt a fiúnak, ezért december 12-én újból a szűz és rózsát szedetett a fiúval és elküldte azokat a püspöknek. A kisfiúval küldött rózsákon kívül azért ejtette bámulatba, mert a fiú kötényén kirajzolódott egy Mária kép. Hamarosan felépült a régi bazilika, majd további kis templomok épültek itt. 1976-ban pedig felavatták a húszezer hívő befogadására alkalmas új bazilikát is. Minden évben százezrek zarándokolnak el a Lupitának is becézett Mária-képhez.

## A korábbi kultúrák nyomai
- Malinalco

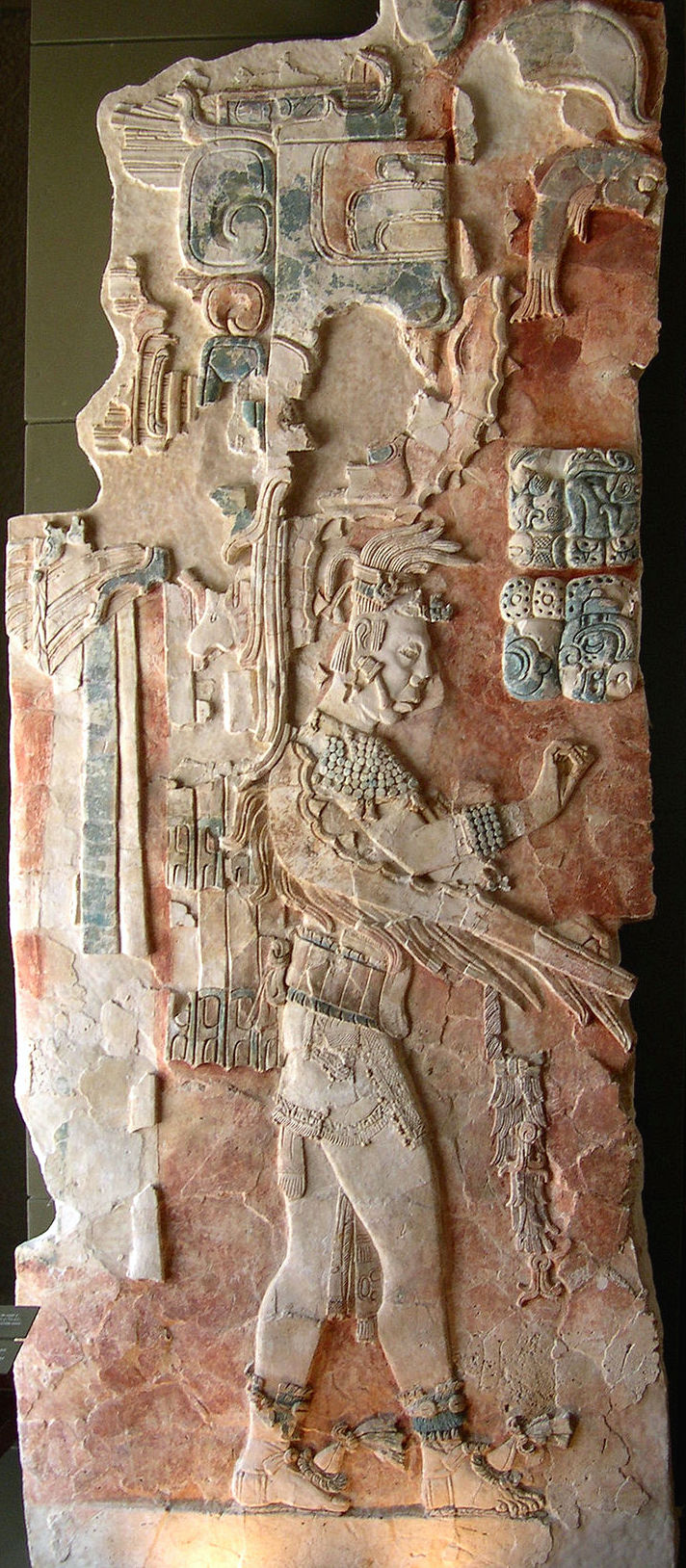
Falmaradvány (Palenquei múzeum)

- Chichén Itzá 400-tól a maják által lakott helységet 1000 körül az itzák népe foglalta el. A tolték király, Quetzálkoatlusz[7] alatt történt a maja és tolték épületek stílusának összeolvadása. Kukulcán piramisai (El Castillo) egy déli és egy északi csoportra oszthatók. A piramisok északi részénél található járat fölött juthat az épület gyomrában található, átépített szentélybe.
  - Castillo közelében áll a labdajáték-pálya (Juego de Pelota), 91 x 36 méterével nemcsak az ország legnagyobb, hanem legjobb állapotú pályája is. A játéktér két 75 méter hosszú határoló falán még láthatóak a vas játékgyűrűk. Alattuk a falat reliefek díszítik, melyek visszaadják a prekolumbán labdajáték szertartásos jeleneteit. Két sorban hét-hét személyt ábrázol, akik mindnyájan pompásan vannak öltözve és ékszerrel cicomázva.
  - A nagy téren áthaladva a Harcosok templomához érünk, az itzák által átépített és kibővített maja épülethez. A 12 méter magas piramison kecses oszlopok állnak, melyek eredetileg egy tetőt tartottak. A maja templom portálja két hatalmas kígyóoszlopból épült fel. A bejárat előtt egy Chac-Mool-figura áll. A déli csoport legérdekesebb épülete a csillagvizsgáló, egy csigaháznak is nevezett épület. Csigalépcső visz a torony felső emeletére. Az obszervatórium feltehetőleg asztronómiai mérőállomásként szolgált, hogy a napsugárzásból az év lefolyásának törvényszerűségeit meghatározhassák.
- Tulum
- Monte Albán
- Calakmul és Edzná
- Ruinas de Palenque A 21 méter magas Feliratok templomához egy meredek lépcsősor vezet, a kényelmesebb feljutás a hátsó oldalon található. Öt bejárat díszíti a templomot, melynek középső falán összesen 617 hieroglifa látható. Nyilvánvalóan ez az épület a temetkezési hely funkciót is ellátta. A templom bejáratából megkapó látvány tárul a nagy palotára (El Palacio). Ez a terület legnagyobb építménye. A több mint 100 méter hosszú síkon számtalan épület csoportosul négy belső udvar köré. Egy 15 méternél magasabb tornyot (obszervatórium) megmászhatnak mindazok, akik nem szédülnek. Az egész palotarészt mennyezet és falfestmények maradványai jellemzik. A palota mögött a maják híres földalatti vezetékrendszere húzódik. 1994-ben a 13-as templom alatt egy a 700-as évekből származó, jádemozaik-maszkot és drágakő ékszert viselt női csontvázat tartalmazó szarkofágot találtak, újult erővel folytatták az ásatást. Feltételezik, hogy Palenque központi tere az uralkodók temetkezési helye volt.
- Xochicalco
- Teotihuacán-nak nevezték a helyet, mert a királyok temetkezési helye volt, írta a spanyol ferences rendi szerzetes Bernardo de Sahagún. Valójában semmit sem tudunk a mély benyomást keltő építményekről, melyek a világörökség részévé váltak. Ezek az óriási, jelentős piramisszerű építmények az i.e. 4. századtól i. sz. 650-ig épültek, és Mexikóvárostól 50 km-re északkeletre fekszenek. Mexikó egyik leglátogatottabb régészeti körzete. Talán itt a legnagyobb a békés turistákra jutó helybeli árusok aránya. Valamelyik közeli obszidián faragóműhelyben értékes darabbal lehet gazdagodni. Ebből a színjátszó vulkáni üvegből a szakavatott mester kezei alatt az ősi indián szobrok másolatai születnek meg.

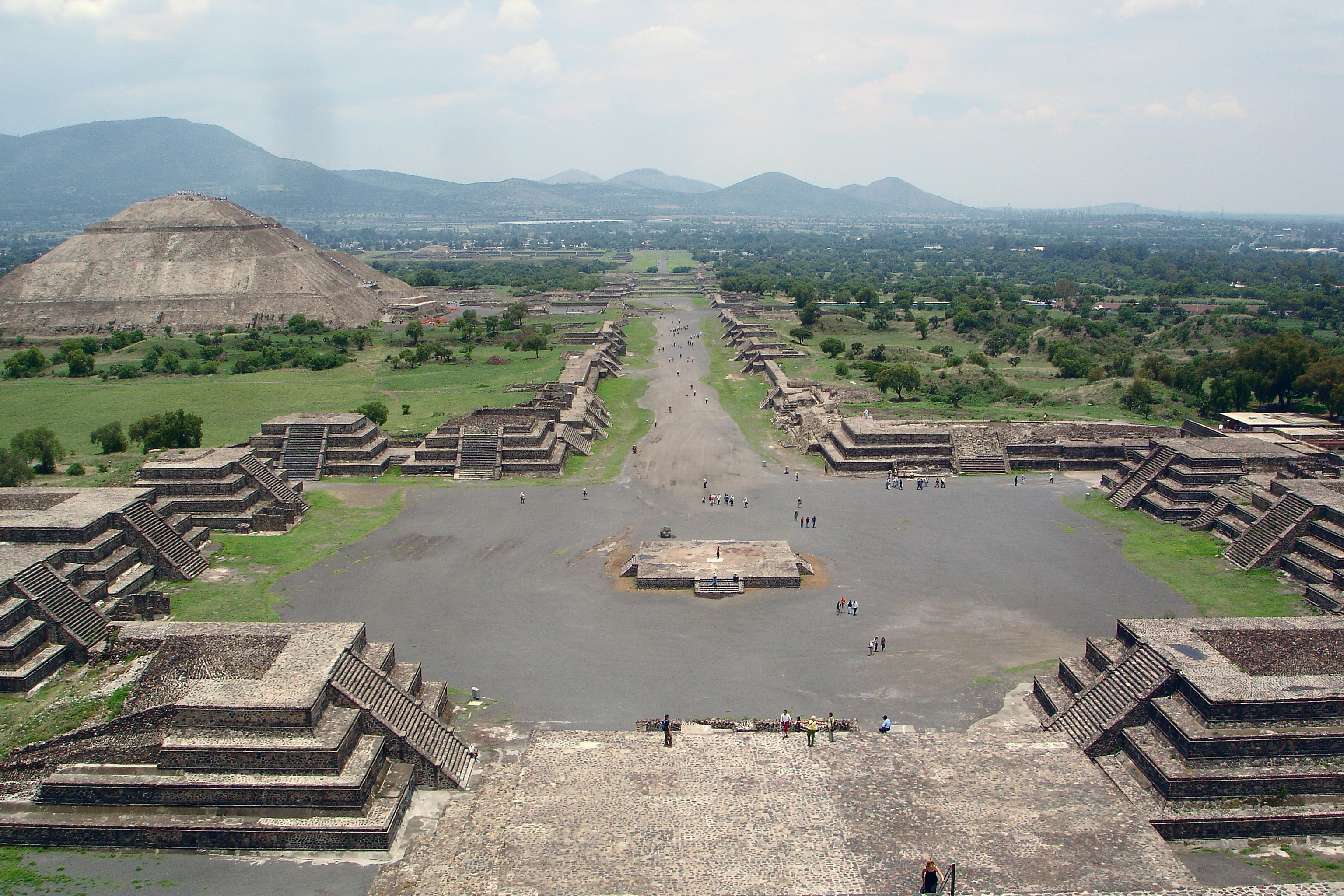
Kilátás a Hold piramisról

- - A főbejárattal szemben a citadella, figyelemre méltóak az esőisten Tláloc maszkjai és Quetzalkoatlusz templomának talapzatának tollas kígyók. A hely építészeti csúcspontja a 40 m széles halottak utcája fölé magasodó Nappiramis. A hatalmas, 63 méter magas építményre széles lépcsők visznek fel. A Nappiramisról a legjobb a rálátás az épületekre. Egészen északon emelkedik a 45 méter magas Holdpiramis. Az előtte elterülő téren, ahol további négy piramisformájú épület áll, rendezték a nagy szertartásokat. Itt emelkedik a Quetzalkoatlusz-pillangók csodálatos palotája, nevét a benne található festett pillangókról kapott.

## A leglátogatottabb turistalátványosságok
- Parque Museo La Venta Egy 1938-as olajfúrás során szenzációs leletre bukkantak a 130 km-re fekvő La Ventában. Az olmékok 3000 éves bazaltból és gránitból faragott monumentális szobrai kerültek napvilágra, Amerika vélhetőleg legrégebbi kultúrájának hagyatéka: 25 tonnás és 2,70 m magas óriás testek idegenszerű arcvonásokkal, vastag ajkakkal és széles orral. Kiástak még kis méretű figurákat, valamint sírokat és áldozati helyeket, és nagyra nyitott torok formájú oltárokat is. La Ventából Villahermosába szállították a kolosszusokat.
- Az országszerte ismert költő, Carlos Pellicer Cámara egy világszínvonalú szabadtéri múzeumot hozott létre: 33 monumentális szobrot állítottak ki egy trópusi természeti park mintájára. Egy állatkert pedig bemutatja a dzsungel állatait. Tartozik hozzá egy nagy madárketrec is.

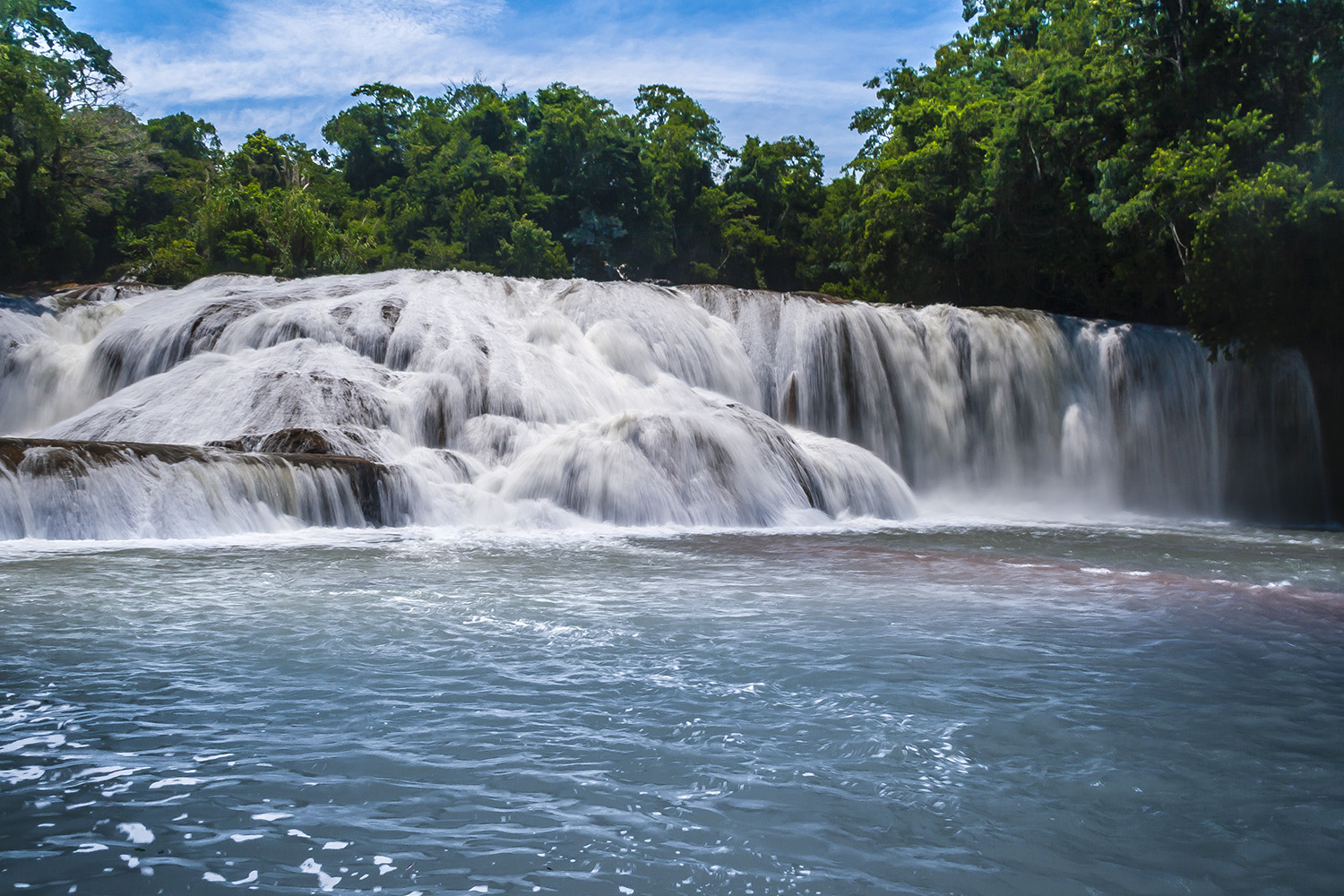
Egy az Agua Azul vízesései közül

- Agua Azul vízesései 65 km-re Palenquétől a San Cristóbal de las Casas felé vivő úton egy 4 km-es leágazás vezet az ország egyik legszebb vízeséséhez, jobban mondva a 7 km hosszan húzódó számtalan vízeséshez. A vegetáció buja, az utak elég sárosak. A túrázók festői táborhelyeket találhatnak. Vannak egyszerűbb éttermek és üdítős bódék. Tömegközlekedés csak a főúton létezik. Lélegzetelállító az Agua Azul hosszan elnyúló vízeséseinek és a Palenque őserdőben megbúvó templomainak és palotáinak egyedülálló látványa.
- Barranca del Cobre Mexikó Grand Canyonja a Barranca del Cobre, a Rézszakadék. 1500 méteres sziklafalak. Vonattal izgalmas az út ide. Felejthetetlen úti élmény: 13 órás vonatút a kaliforniai Los Mochisból Chihuahuába, őserdőkön, hegyeken, sivatagokon át. A föld éghajlati övein halad át az ember, a szubtrópusi tengerparttól, a 2500 m magasan fekvő, megmászhatatlan Nyugati-Sierra Madre hegyvidékére és Észak-Mexikó további sivatagos területeire. 39 hídon és 86 alagúton keresik a Ferrocarril de Chihuahua al Pacífico vagonjai az utat. Egy futó tarahumara indián a jelképük.

A tarahumarák közismertek a hihetetlenül kitartó futásukról, képesek akár 100 km-nél is többet is futni. Turistaként a vonatút mentén kerülhetünk velük kapcsolatba, amikor ajándékokat árulnak.
A kalandos vonatozás kiindulópontja Los Mochis, a 250 000 lakost számláló város. Cukornáddal, zöldséggel borított szubtrópusi zöldön át visz az út. Egy 17. századi jezsuita kolostor, egy vízesés és egy elhagyott bánya mellett elhaladva közeledik a vonat az Urique folyóhoz, ahol egy kihalt aranybánya és kísértetváros található. A meredélyben pumák, prérifarkasok, rókák és fehérfarkú szarvasok élnek.
El Divisadero állomásánál (300 km-re Los Mochistól és 2250 m magasságban) minden vonat megáll 25 percre, hogy az utasok a közeli kilátóhelyről a páratlan látványba gyönyörködhessenek. Három kanyon találkozik itt. 1500 m-s sziklafalak találhatók itt. Az út legmagasabb pontja Ojitos, 2460 méteren fekszik. Húsz kilométerrel arrébb a 12 ezres Creel városka Tarahumaraország központja. Aztán jön Cuauhtémoc, a mennonita közösség központja, s az utazás végállomása: Chihuahua.
- San Juan Chamula A turisták által leglátogatottabb chiapasi falu San Juan Chamula (mintegy 10 km-re északkeletre), a környező hegyekben élő chamula indiánok vallási központja. A Zócalónál fekvő templomba történő belépés során egy chamula követi a látogatót, hogy vigyázzon a fényképezési tilalom betartására. Keresztények számára egészen különös ez az atmoszféra: tarka szövetek lógnak a falakon, a padló tele van fenyőtüskékkel, indiánok guggolnak a földön, kólát isznak, gyertyát gyújtanak, énekelnek, imádkoznak és izgatottan beszélgetnek egymással.

## „Indiánmítoszok”

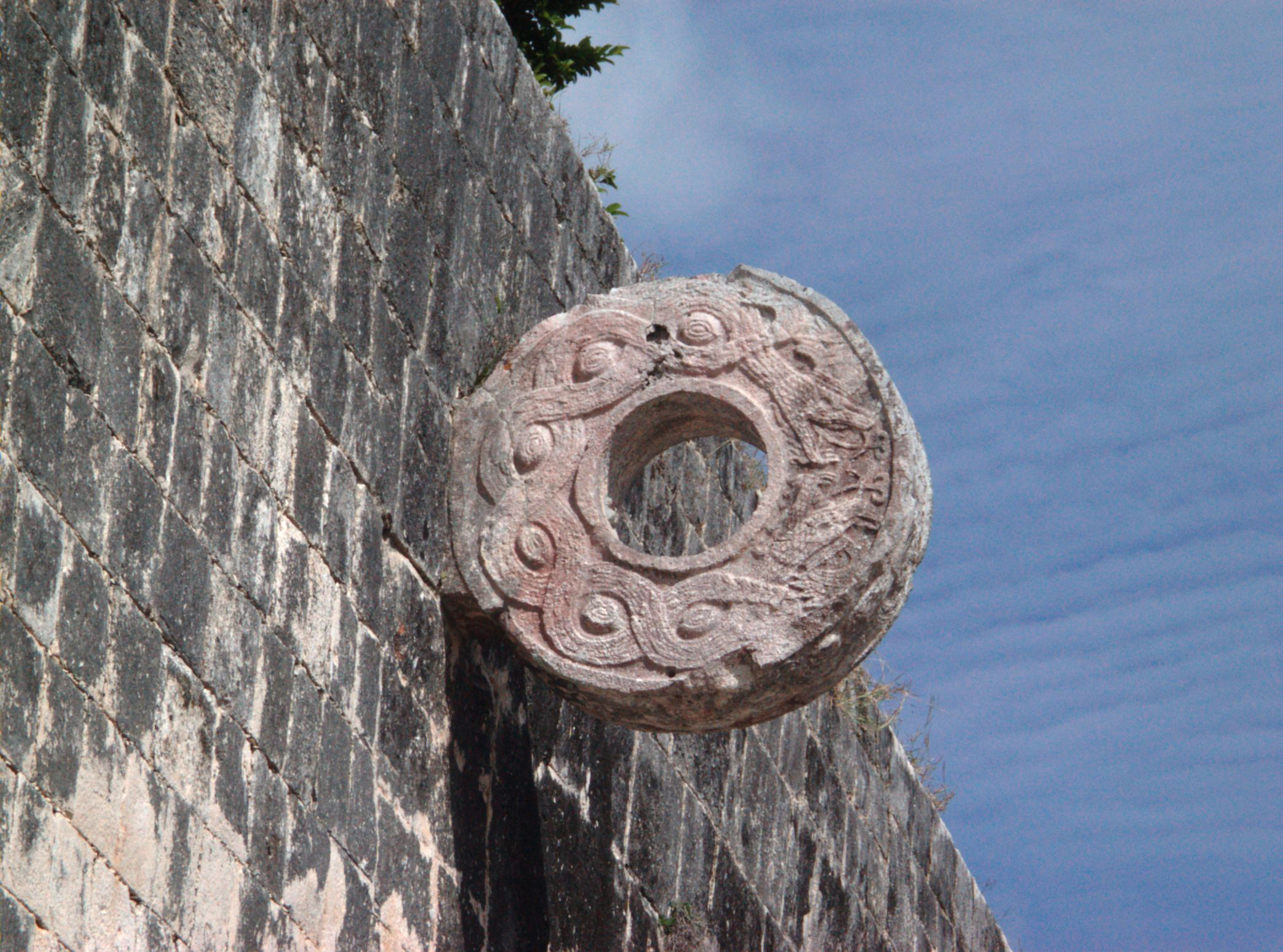
Fallabdagyűrű

Az etnikai turizmus turistamítoszai, a periférián található „valódi” másságot helyezik a középpontba. A turistakiadványokban megfogalmazott képi üzenetek nem vesznek tudomást az etnikai csoportot ért kulturális és társadalmi hatásokról, és azt a mítoszt igyekeznek fenntartani, amely az indiánokat domesztikálódott, de tradícióikhoz hű, szegény, de büszke, romlatlan és titoktudó embereknek mutatja be.
Mexikó indiánjai esetében több mozgalom együttes hatása is azt eredményezte, hogy az indiánok „alkalmassá váltak” arra, hogy a turisták ilyen igényeit kielégítsék, biztosítva a kialakult turistamítoszok továbbélését. E mozgalmak közé sorolható a mexikói értelmiség kultúravédő indigenismo mozgalma, az idegenforgalmi ipar „kulturális brókerei”, akik megértették az etnikai turizmus lényegét, és az idegenforgalmi bevételek maximálása miatt még a kisebbséget elnyomó idegen szerepével is azonosulni tudtak, valamint az indiánok által ellenőrzött turizmus, amely csak korlátozott mértékben enged betekintést a turistáknak a helyiek mindennapi életébe.
Az indiánok életében megjelent a piacra termelés, megnövekedtek a vagyoni különbségek, és a mindennapi értékek átalakulása vallási konfliktusokat is eredményezett. Emellett az indiánok sokkal öntudatosabbá váltak, ezt bizonyítja a zapatista mozgalom, amely emberjogi és az indiánok kollektív jogait védő és érvényesíteni akaró irányzattá nőtte ki magát.

## Nemzeti parkok

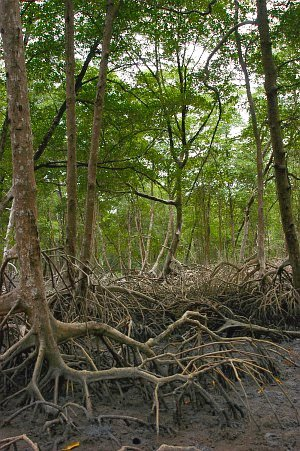
Vörös mangroveerdő

Mexikó nagy kiterjedésű ország, több mint 2 millió km². Az északon fekvő sivatagoktól a hófödte vulkáni kúpokon át a déli dzsungelekig mindenféle élőhelyet megtalálunk az országban. Az IUCN 1997-es összeírásában 35 nemzeti parkot találunk Mexikóban, amelyek összesen 7000 km² területen fekszenek, az ország területének 0,35%-át fedik le. Sok pici nemzeti park létezik, 10 km²–nél kisebb területtel. A legtöbb parkot 1934 és 1940 között alapították, gyakran régészeti, történelmi, tájképi vagy felüdülési lehetőséget nyújtó értékeik miatt. Az ökológiai vagy biológiai értékek védelme érdekében létrehozott parkok ritkák.

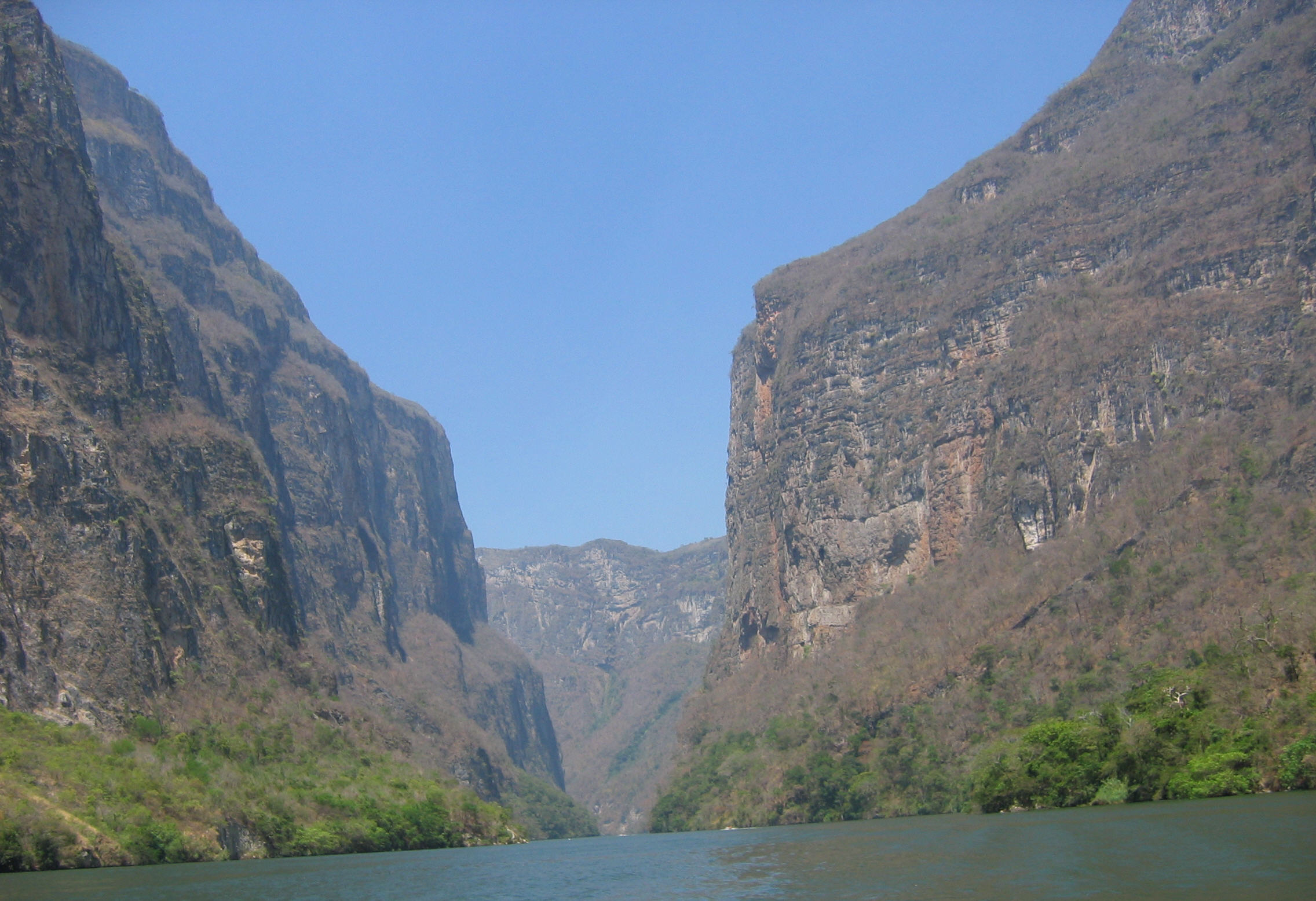
Sumidero kanyon Chiapasban

A nemzeti park egy bioszféra-rezervátum. Mexikóban, hasonlóan más országokhoz, nagy különbségek vannak a nemzeti parkok és a rezervátumok között, ezért fontos röviden áttekinteni, hogyan osztályozza az ország ezeket a védett területeket. Mexikóban 93 védett terület létezik, amelyek összesen 11,7 millió hektárt fednek le. Ez az ország 6%-át jelenti. Ezek típusai a következők:
Kilenc típusú védett terület létezik a védett területek nemzeti hálózatában:
- Bioszféra-rezervátumok;
- Speciális bioszféra-rezervátumok;
- Nemzeti parkok;
- Természeti emlékművek;
- Tengeri nemzeti parkok;
- Természeti erőforrás védelmi területek, köztük az erdőrezervátumok;
- Flóra- és faunavédelmi területek;
- Városi parkok; és
- Ökológiai védelmi zónák.

### Néhány nemzeti park ismertetése

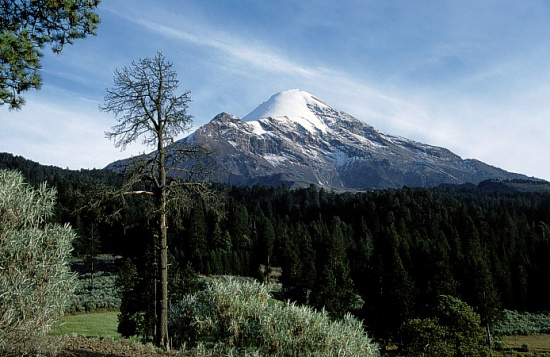
Pico Orizaba csúcs

- Basaseachi-vízesés Nemzeti Park

A parkot 1981. február 2-án alapították, területe 5802 hektár. Itt találjuk az ország legmagasabb, Basaseachi névre keresztelt vízesését, amely 305 méter magasból zúdul alá. A vízesést nem lehet gépjárművel megközelíteni, kb. egynapos túrára kell felkészülnie az odalátogatóknak. A túra a Tarahumara-hegységen keresztül vezet. A táj fenyő- és tölgyerdővel ajándékozza meg az erre járókat, az aljnövényzet kisebb bokrokból áll, amelyek némelyike csak ezen a vidéken található meg. Az állatvilág szarvasokkal, pumákkal, vadmacskákkal, levelibékákkal, mocsári hódokkal, harkályokkal és sok más madárral képviselteti magát.
- Barranca del Cobre Nemzeti Park

A Barranca del Cobre vagy Réz-kanyon nem szerepel a nemzeti parkokat felsoroló honlapon, és az UNEP 1997-es listáján sem, azonban nemzeti parkként szerepel a Lonely Planet útikönyv térképén. A kanyon gyakorlatilag 6 óriási, és több kisebb kanyonból álló rendszer. Az egész kanyonrendszer 64 000 km területen terül el. Egyes források szerint ez a méret négyszerese a Grand Canyonénak, amelyből a nemzeti park 4934 km²-en fekszik, maga a kanyon ennél nagyobb. Névválasztásként szerencsésebb lett volna a cobre (azaz réz) helyett a Tarahumara nevet választani, hiszen rezet sosem bányásztak nagyobb mennyiségben a kanyonban, azonban a tarahumara indiánok még ma is itt élnek, és kultúrájuk is hosszú ideje ide kötődik. A Cobre név inkább a réz/zöld színű zuzmóra utal, amely a kanyon falain csüng. A kanyon látogatását érdemes őszre időzíteni, amikor a terület vegetációja feléled a nyári esők után, a folyók és vízesések pedig tele vannak vízzel. A tavasz pedig kellemes klímával csalogatja a látogatókat.
Fontos tudnunk, hogy két, egymástól távoli klímazóna létezik a kanyonban, a felföldeken alpi (áprilistól októberig kellemes az idő, júliustól szeptemberig gyakoriak a záporok, novembertől márciusig némi havazás is várható). A kanyon alján szubtrópusi a klíma (nagyon forró, párás májustól júliusig, az év többi részében meleg van). Elképesztő ökoszisztémák jellemzik a régiót. A felföldeken hósapkás csúcsokat, kristálytiszta vizű tavakat, az amerikai sárgafenyő és a tölgy hatalmas, ősöreg állományait találjuk. A mély kanyonokban vad folyók, tornyosuló vízesések és szubtrópusi erdők kápráztatják el a látogatókat.
A vadvilág ugyanennyire változatos: 290 vándorló és fészkelő madárfaj, számos nagyobb emlősfaj (medvék, szarvasok és nagyobb macskafélék) és 87 hüllőfaj lakja be a területet. A természeti vonzerőt kiegészíti az indián kultúra. A Tarahumara (vagy ahogy ők magukat hívják a Raramuri) félnomád indiánok száma ma 50 000-re tehető, többségük szikla- és barlanglakásokban lakik. Megélhetésüket földművelés, és állattartás illetve kézműves termékeik biztosítják.
- Tula Nemzeti Park

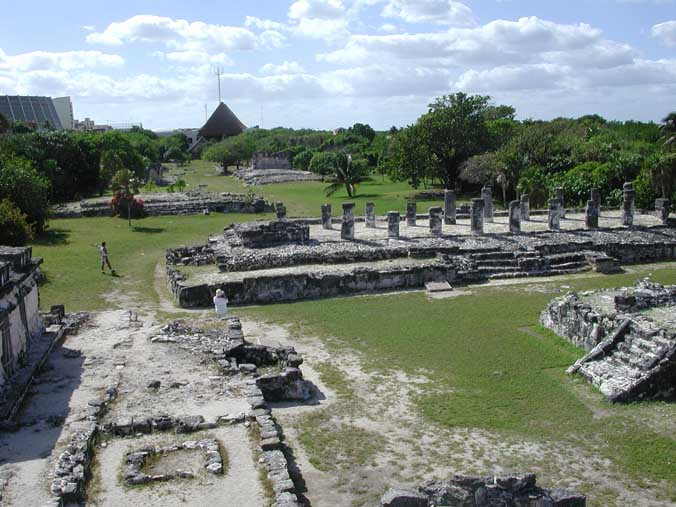
Cancúni romok

A park mérete kb. 100 hektár. Alapítása 1981. május 27-én történt. A város jelenlegi lakossága kb. 82 000 fő, 65 km-re fekszik Mexikóvárostól, 2060 méteres magasságon. Bár kevésbé látványos, mint Teotihuacán, Tula még ma is sok látogatót vonz. 900-1150 (az USA-ban fekvő Mesa Verde indiánjai is ekkor élték virágzó periódusukat) Tula fontos város volt, 35 000 körüli lakossággal. Az Új Világ meghódítása és későbbi története szempontjából nagy jelentőségű a város lakóinak és uralkodóinak története. Az azték évkönyvek szerint egy világos bőrű, hosszú hajú és fekete szakállas király, akit „Topiltzin”-nek hívtak, várost alapított a 10. század körül, hogy népének, a toltékoknak fővárosul szolgáljon. Kétséges, hogy ez a város pont Tula lett volna, de ízelítőül szolgálhat arra, hogyan nézhetett ki a főváros. A toltékok nagyszerű birodalomépítők voltak, akikre az aztékok félelemmel vegyes tisztelettel gondoltak vissza, és királyi elődeiknek tekintették őket. Topiltzin valószínűleg pap-király volt, aki a tollas kígyó istennek, Quetzalcóatl-nak áldozott. Ezek az áldozatok azonban békés, nem-emberi áldozatok voltak. Tulában azonban a kevésbé kedvelt Füstölgő Tükör (Tezcatlipoca); a harcosok, boszorkányság, élet és halál istenének követői is laktak. A történetek szerint Tezcatlipoca számos alakban provokálta Topiltzint. Végül az idősödő vezető elindult a Mexikói-öböl felé, ahol kelet felé hajózott, miután ígéretet tett, hogy egy nap visszatér és visszafoglalja birodalmát. Ez okozta Moctezuma azték uralkodó általános megdöbbenését, amikor Cortés megérkezett 1519-ben. Az ősi Tula mai fő látványosságát a 4,5 méteres, kőbe faragott harcos szobrok adják. Úgy is szokták emlegetni a várost, mint „város a szobrok mellett”. Az egyéb épületek mellett két piramist és két labdajáték teret is találunk a régészeti területen.
- Iztaccíhuatl és Popocatépetl Nemzeti Park

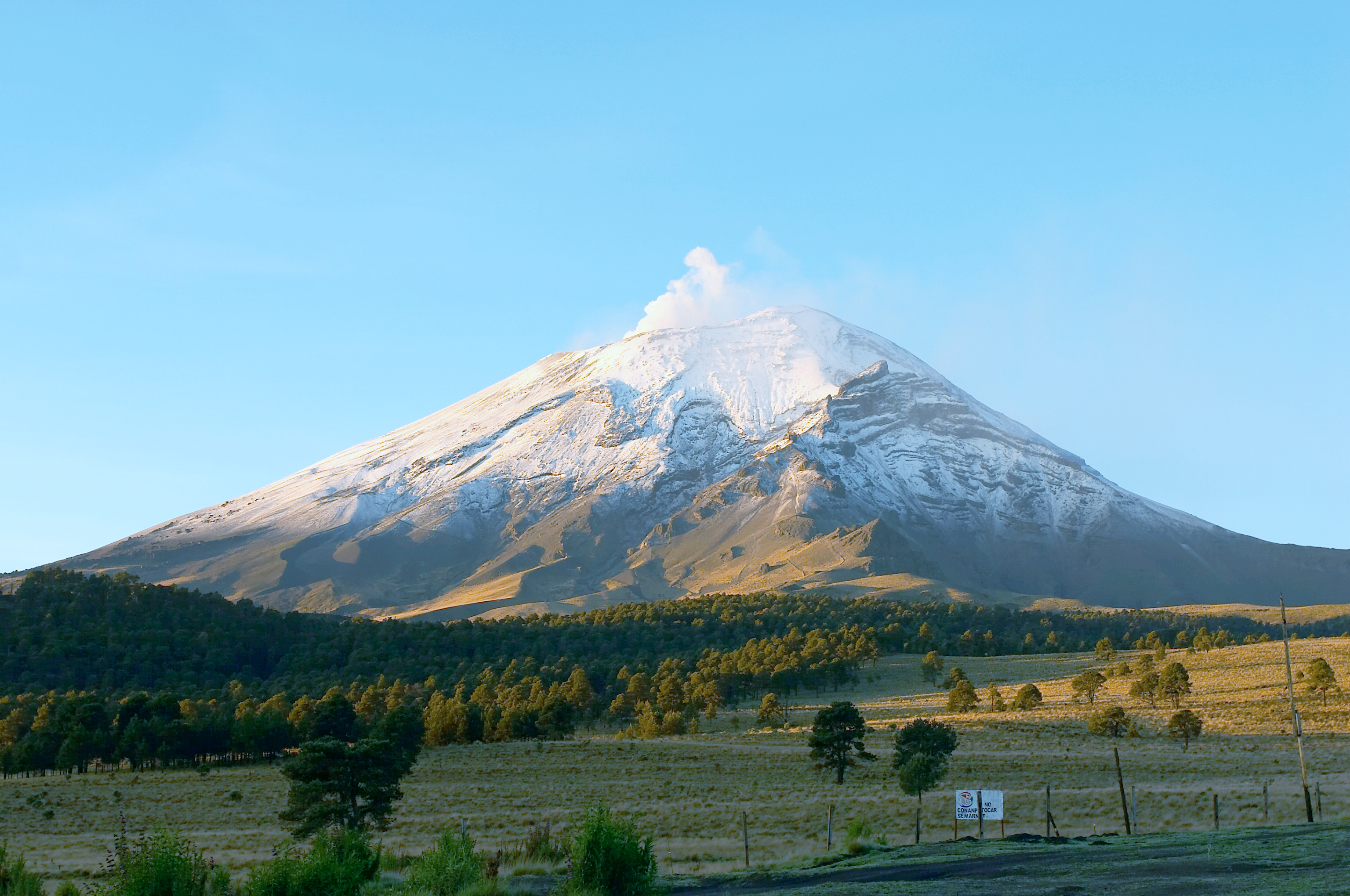
A Popocatepetl 5452 méterrel a második legmagasabb tűzhányóhegy

Területe kb. 25 700 ha. Az Iztaccíhuatl és a Popocatépetl (a mexikóiak által csak Popó-ként emlegetett) hegy a legismertebb Mexikóváros környékén. Nahuatl nyelven Popocatépetl azt jelenti: Füstölgő Hegy; az Iztaccíhuatl pedig: Fehér Asszony. Mexikó második és harmadik legmagasabb csúcsai (a Popo 5452, az Iztaccíhuatl 5286 méteres magassággal). Míg az Iztaccíhuatl krátere nyugodt marad, addig a Popo az elmúlt évtizedekben gyakran kitört. A közvetlen környékéről eddig 75 000 embert telepítettek ki. 1994. december 22-én a katonai alakulatok 16 falut evakuáltak a kürtő közelében. Ez azután történt, hogy kb. 5000 tonna forró hamut lövellt az ég felé. A vulkán veszélyeztetett környékén 30 millióan laknak.
Bár a Popó kedves vulkánként ismert, hiszen a spanyolok 1519-es érkezése óta 16 kitöréses időszaka volt, sem emberi életben, sem közvagyonban nem tett komoly kárt. A tudósok úgy vélik, hogy az elmúlt 2000 évben nem volt komolyabb kitörése a vulkánnak. Éppen ezért ma különös figyelemmel vizsgálják. Amikor nincs kitörésveszély, akkor kitűnő túrázási és sziklamászási lehetőségeket nyújtana a park. Ma turisták nem, csak tudósok látogathatják a vulkán területét. A 20 km-re lévő Iztaccíhuatl azonban nyitva áll a sziklamászás szerelmesei előtt.
- Pico de Orizaba Nemzeti Park

A közel 20 000 hektáros nemzeti park fő nevezetessége az 5611 méter magas Pico de Orizaba csúcs. Orizaba városától 25 km-re, északnyugatra fekszik. Az alvó vulkánnak kicsiny krátere és három hónapos hósapkája van. A csúcsról jó időben látszanak a Popocatépetl, az Iztaccíhuatl és a La Malinche vulkáni kúpjai nyugatra és a Mexikói-öböl keleti irányban. Észak-Amerikában két magasabb csúcs van, az alaszkai McKinley és a kanadai Logan hegyek csúcsai.
- Palenque Nemzeti Park

A park területe kb. 1770 hektár. 1981. június 26-án alapították. A mai Palenque csak árnyéka valamikori elődjének. 20 000 lakosa van és elsősorban az idelátogató turistákból él. A romok 6,5 km-re fekszenek a mai várostól. Palenque nevét a spanyoloktól kapta és semmi köze a város eredeti nevéhez, amit nem ismerünk pontosan, de lehetett Nachan (A Kígyók Városa), Chocan (Faragott Kígyó) vagy Culhuacán, Huehuetlapalla, Xhembobel Moyos. A várost először 1500 éve lakhatták. Virágzása 600-800 közé tehető. Első fontosabb uralkodója Pakal, aki 615-683-ig uralkodott. A hieroglifákon a nap és a pajzs volt a jele. Külön érdekessége, hogy 80-100 évet élhetett. Az ő uralkodása alatt épült a város 20 km²-es területén belül az épületek jelentős része.
Halála után fia, Chan-Balum követte a trónon. Folytatta apja politikai és gazdasági terjeszkedését, építészeti és művészeti tevékenységeit. A Feliratok Templomának befejezése után hozzálátott a Nap-tere piramisainak felépítéséhez, amelyek szintén apja tetteit hivatottak dicsőíteni. A piramisok mindegyike egy-egy sztélét rejt magában. Chan-Balum halála után nem sokkal hanyatlásnak indult a város, és a 10. század környékén a dzsungel visszakövetelte, ami az övé. A 18. században fedezték fel újra. A szóbeszéd szerint Cortés 40 km-re ment el Palenque mellett, úgy, hogy semmit nem tudott róla. A romok minimum 500 épületből állnak, amelyekből alig egy tucatot tártak fel eddig. Ez az egyik legjelentősebb maja feltárás, amely nemcsak feltárt történelmi leletei, hanem hosszú ideje érintetlen természeti értékei miatt is megérdemli a nemzeti park státuszt.
- Cañon del Sumidero Nemzeti Park

A 21 789 hektár területű parkot 1980. december 8-án alapították. 1981-ben elkészült a kanyonon kívül fekvő Chocoasén gát, amely 35 km hosszú víztározóvá alakította a kanyont. A nemzeti park a víz felől közelítve motoros csónakokkal látogatható. A túrán több megállót iktattak be, ahol részleteket hallhatunk a kanyon egyes részeinek érdekességeiről. Útközben láthatunk szürkegémet, nagy kócsagot, keselyűket és még egy-két krokodilt is.
A kanyon fő érdekessége, hogy kb. 1200 méter mély. A legmélyebb résznél 1000 méter magas, egybefüggő, függőleges szikla alatt suhan a csónak. A kanyon vége előtt az utolsó előtti megálló egy vízesésénél található. A lehulló víz néhány méterrel a folyó vize fölött moharétegeket táplál, amelyek a kanyon fala felől vastagodva karácsonyfa alakot öltenek, erről nevezték el ezt a természeti jelenséget „Árbol de Navidad”-nak. A kanyonból kiérve bemutatják a völgyzáró gátat is. Ekkor 260 méteres víztömeg fölött áll a csónak.
- Tulum Nemzeti Park

A park 665 ha kiterjedésű. A felkapott turistaközpontok (Cancún, Isla Mujeres) közelsége miatt Tulumba túl sok látogató érkezik, ezért a romok többsége nem látogatható, csak közöttük lehet sétálni. A város a maja időszak hanyatló periódusából való, az épületeken erős tolték hatás érződik. A romok azonban a kényelmetlenséget és a zsúfoltságot is feledtetik. Ennek ellenére, aki klausztrofóbiában szenved, az hagyja ki a piramis belsejének látogatását (meleg, szűk és 2 irányú a forgalom, hatalmasak a lépcsők), de akinek nincsenek ilyen jellegű gondjai, feltétlenül menjen be, a jaguárszobor megéri a kellemetlenségeket (és a fotózását is meg lehet oldani). A romváros egyik oldala a Karib-tenger türkizkék vizére néz. A régészet mellett a tengerpart kellemes vizével is megismerkedhet az idelátogató. Kitűnő lehetőség adódik a látogatókhoz hozzászokott leguánok természetes környezetben, csupasz sziklákon való fotózására is.
A nagyszámú, elsősorban Észak-Amerikából érkező, (a helyi gazdasági viszonyok között gazdagnak számító) turista pénzelszívó üzem beindítását eredményezte: a parkolás 1,5 USD; a park bejáratától a romok bejáratáig közlekedő kisvasút (800 méter) 3 USD; a belépő 3 USD; a jelöletlen romok között érdemes idegenvezetőt fogadni (15-22 USD). Összesen egy családnak akár 120 USD-ba is kerülhet a látogatás ezen a másodrangú régészeti lelőhelyen. Ugyanakkor a város gyalog csak 2 km.

## Fürdőhelyek

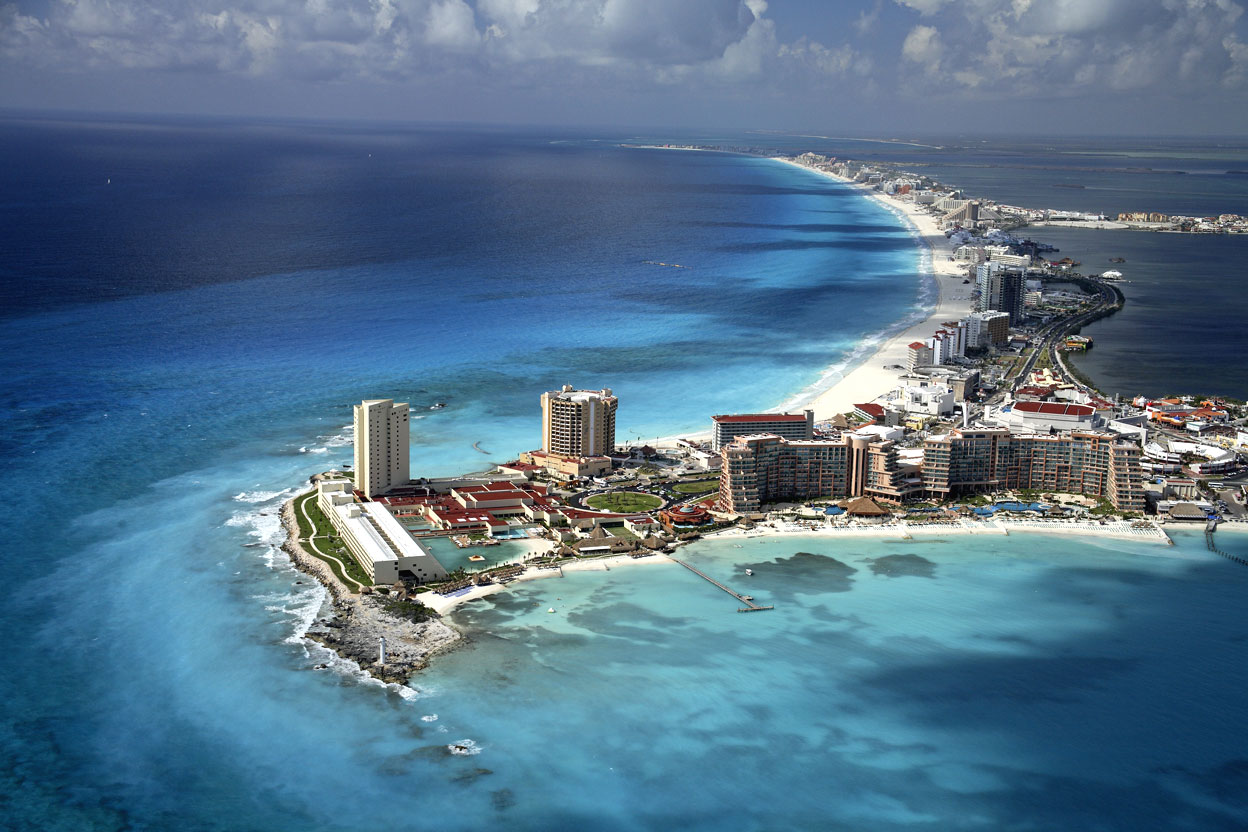
Cancúni tengerpart

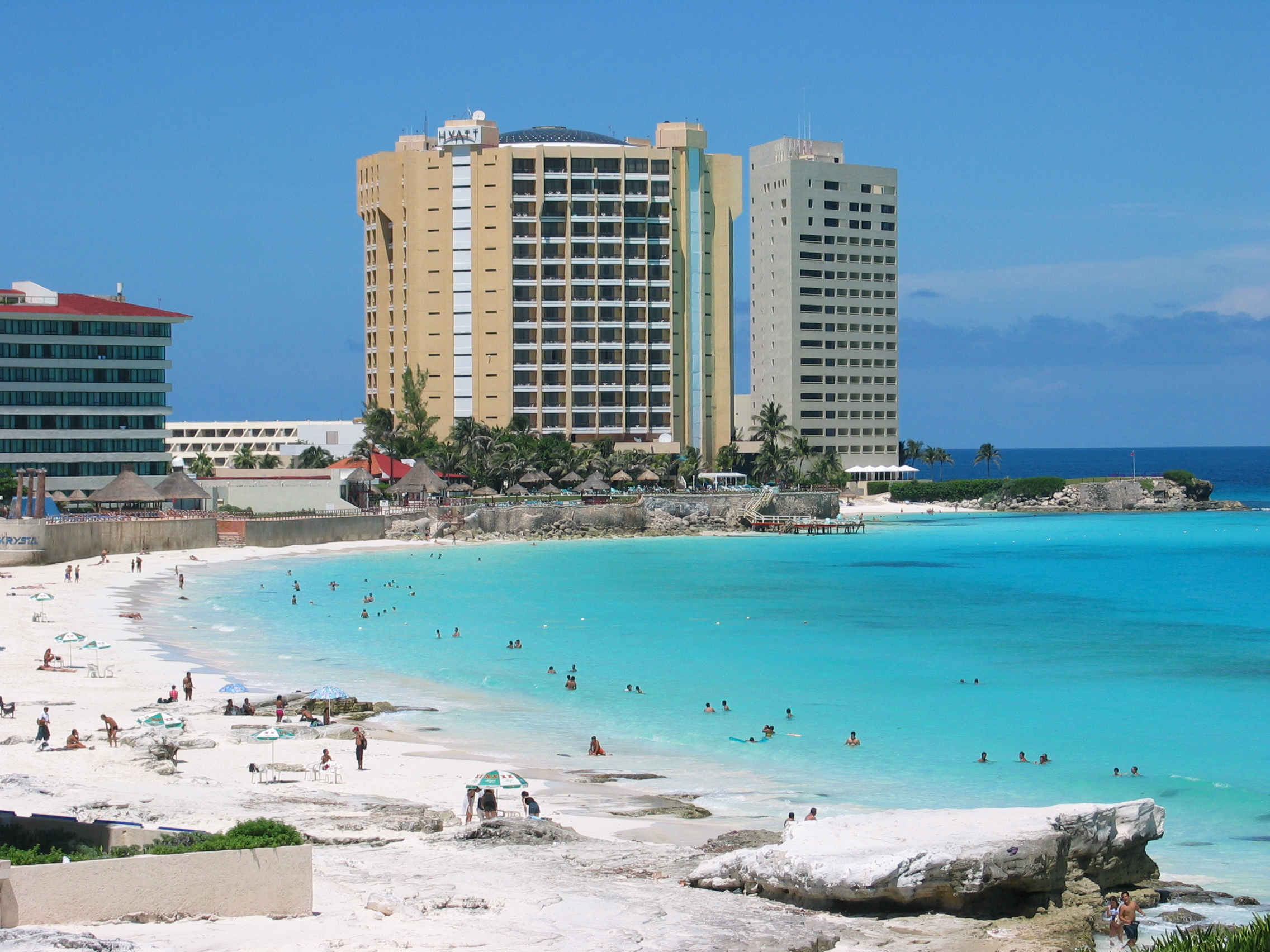
Strand Cancún tengerpartján

- Acapulco kikötőváros a mexikói Guerrero államban. A Csendes-óceán partján fekszik, a világ legpompásabb kikötőinek egyike, melyben 500 hajó biztonságban horgonyozhat egymás mellett. A közelben fekszik a San Diego-erőd is. Az éghajlat forró és egészségtelen; kisebb földrengések nem ritkák, két jelentékenyebb földrengés (1779 és 1837) a várost csaknem teljesen összerombolta. 4000 (többnyire indus) lakossal. A kivitel nyers és kikészített bőr, ezüstérc stb.[9]
- Cancún a Yucatán-félsziget legfelkapottabb üdülőhelye. A Karib-tenger kékeszöld vize és a fehér homokos part évente a turisták százezreit csábítják az üdülőövezetbe.Az Acapulco riválisának tartott helyet mesterségesen hozták létre. A mexikói kormány az 1970-es években határozta el, hogy számítógépes helykijelöléssel egy új turistaparadicsom helyét. Az éghajlati és a víz adottságai itt a legkedvezőbbek, a környék pedig bővelkedik a híres látnivalókban. Így esett a választás a maja Riviérára, ahonnan csillagtúraszerűen több feltárt maja romváros is megtekinthető, például Chichén Itzá, Cobá, Tulum vagy Ek Balam.

### Naturisták
A mexikói naturista-szállodák nemcsak tárt karokkal, hanem olyan különleges programokkal is várják a főleg észak-amerikai mezteleneket, mint a nudista Mikulás, aki semmit sem visel a hagyományos piros süvegén és fehér szakállán kívül. A mexikói nudista üdülőszállók 10,5 millió dollár bevételt várnak évente a hideg és a hó elől menekülő északi, főleg egyesült államokbeli turistáktól, akik szívesen szabadulnak meg utolsó ruhadarabjuktól is a karib-tengeri langymelegben és verőfényben. A Hotel Hidden Beach Resort vendégei például kizárólag felnőttekből, s javarészt amerikai, illetve kanadai turistákból állnak.
A tengerentúli pucérturizmus zavartalan fejlődésének jeleként a floridai Miamiból májusban felszáll a Naked Airnek becézett repülőgép, fedélzetén a ruhát elviselni képtelen nyaralóvendégekkel. A világ első nudista légijárata 2002 májusban szállt fel először, s meleg fogadtatásban részesült Cancún világhírű mexikói turistaparadicsomban. A houstoni központú Castaway Travel utazási iroda charterjáratán az utasok legutolsó ruhadarabjuktól is megszabadulhatnak, miután a repülőgép elérte a biztonságos repülési magasságot.
A ruhátlanok többsége a mellényzsebéből ki tudja fizetni nyaralását, illetve telelését: a turizmus e válfaját kedvelő vendégek között sok a magasan képzett szakember – orvos, mérnök, bankár, újságíró. A mexikói turistaipar speciális luxusprogramokkal várja a ruhagyűlölő nyaralókat, s a nudistabizniszből nem akarnak kimaradni a Mexikó csendes-óceáni partján fekvő turisztikai létesítmények sem. A legfelkapottabb "nyugati parti" nudistastrandok Lázaro Cárdenas kikötőváros közelében, Maruatában és Nexcában találhatók.

## Galéria

Mexikó főbb turisztikai célpontjai
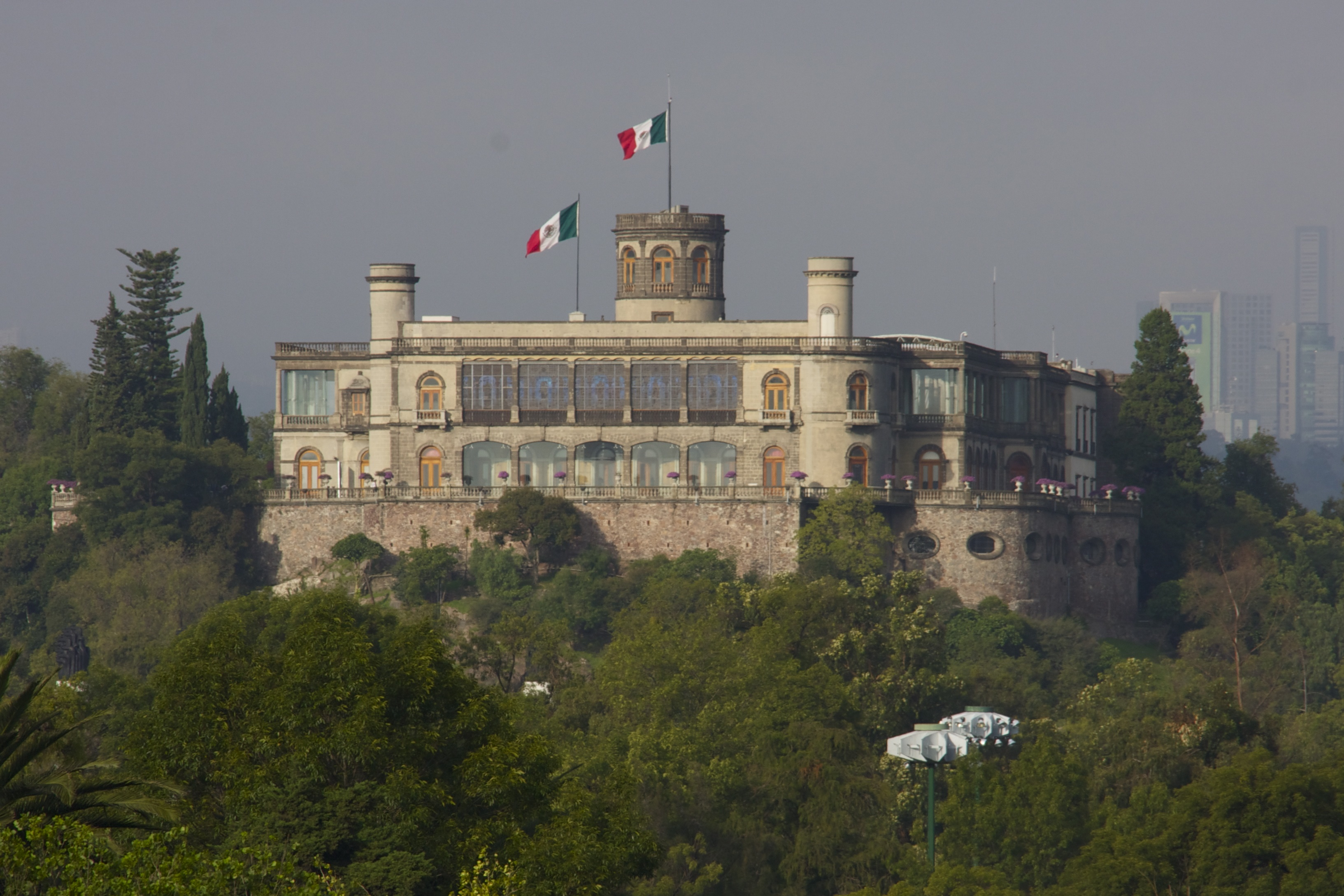
Mexikóváros
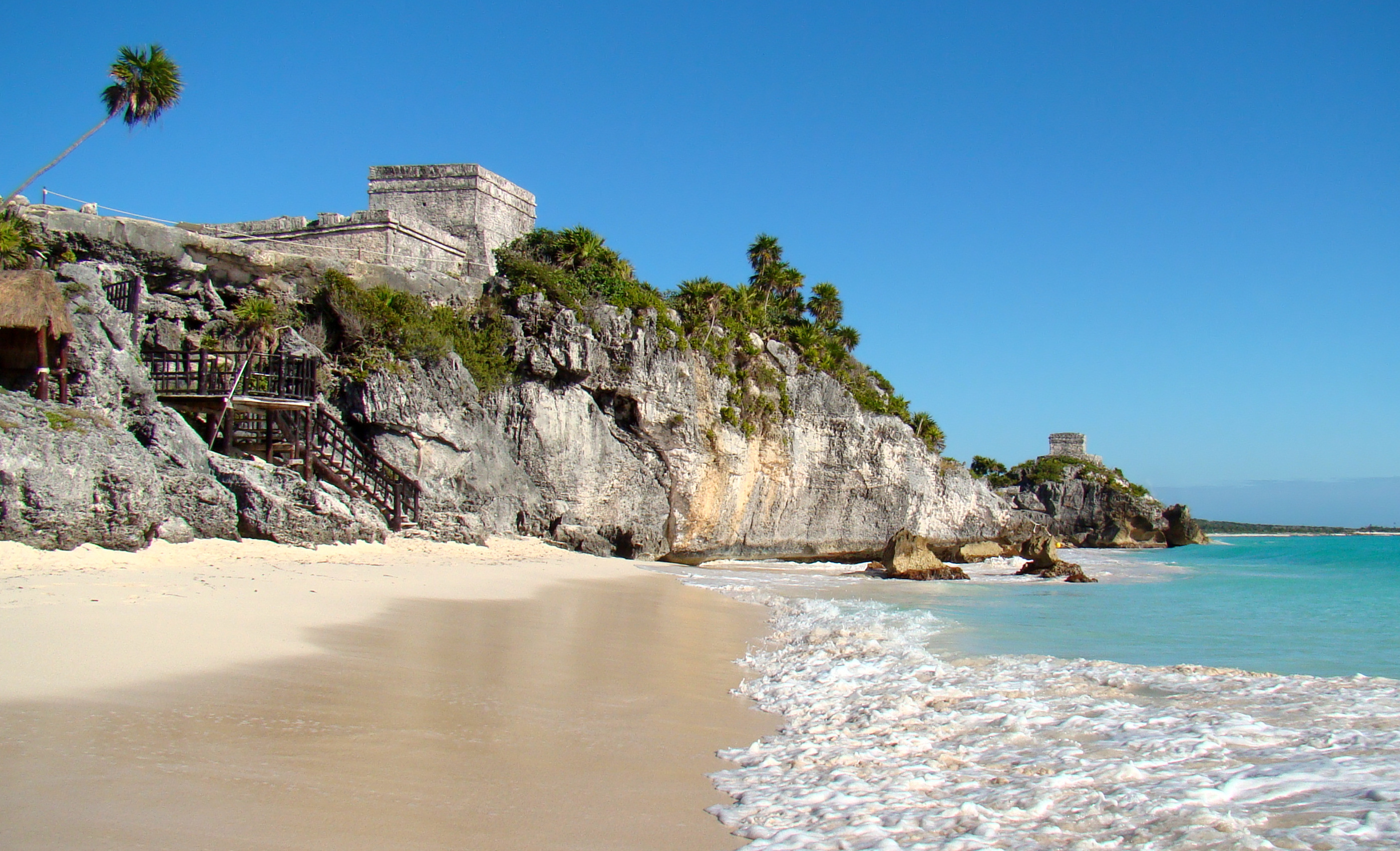
Tulum Quintana Roo
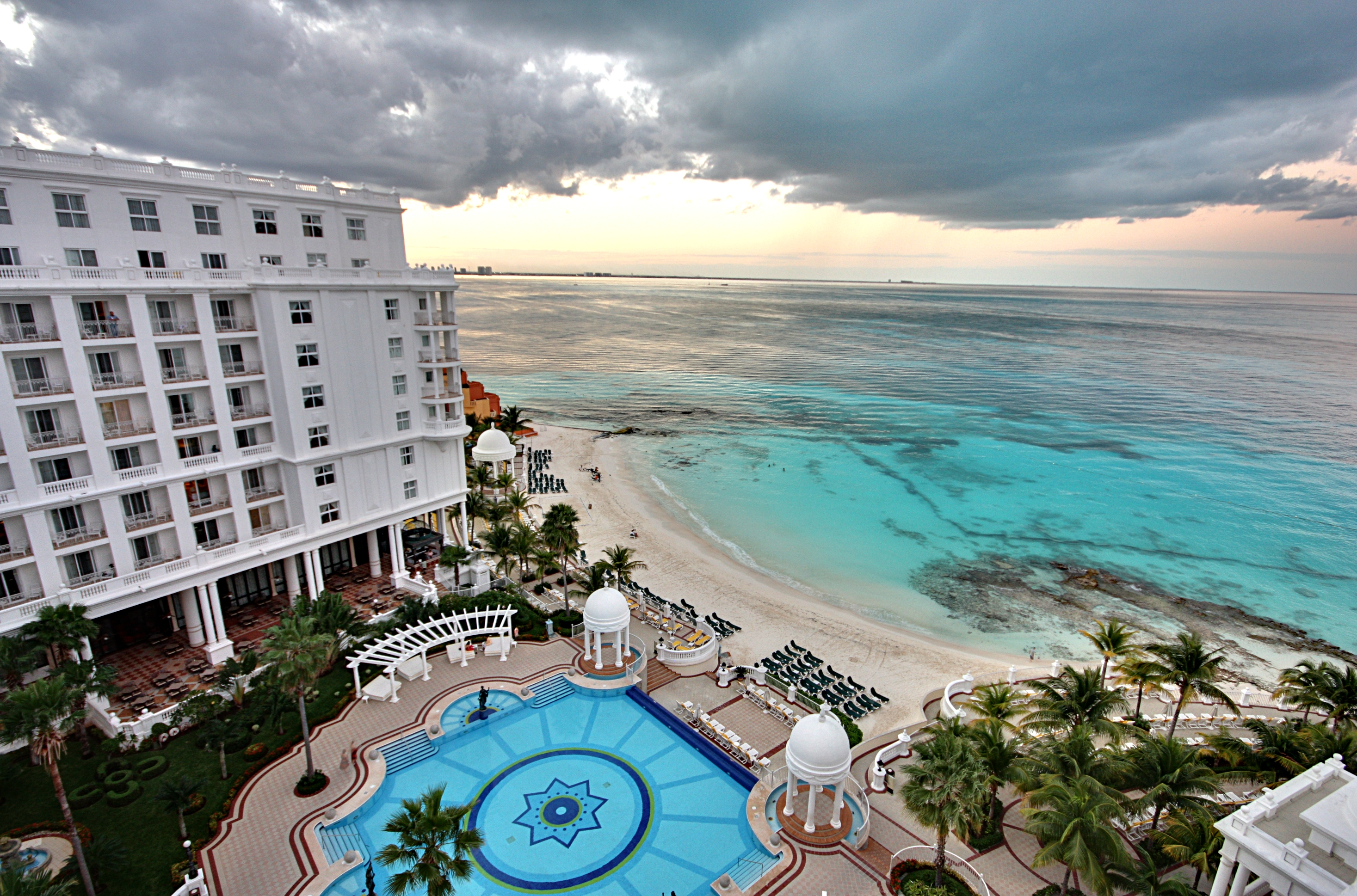
Cancún Quintana Roo
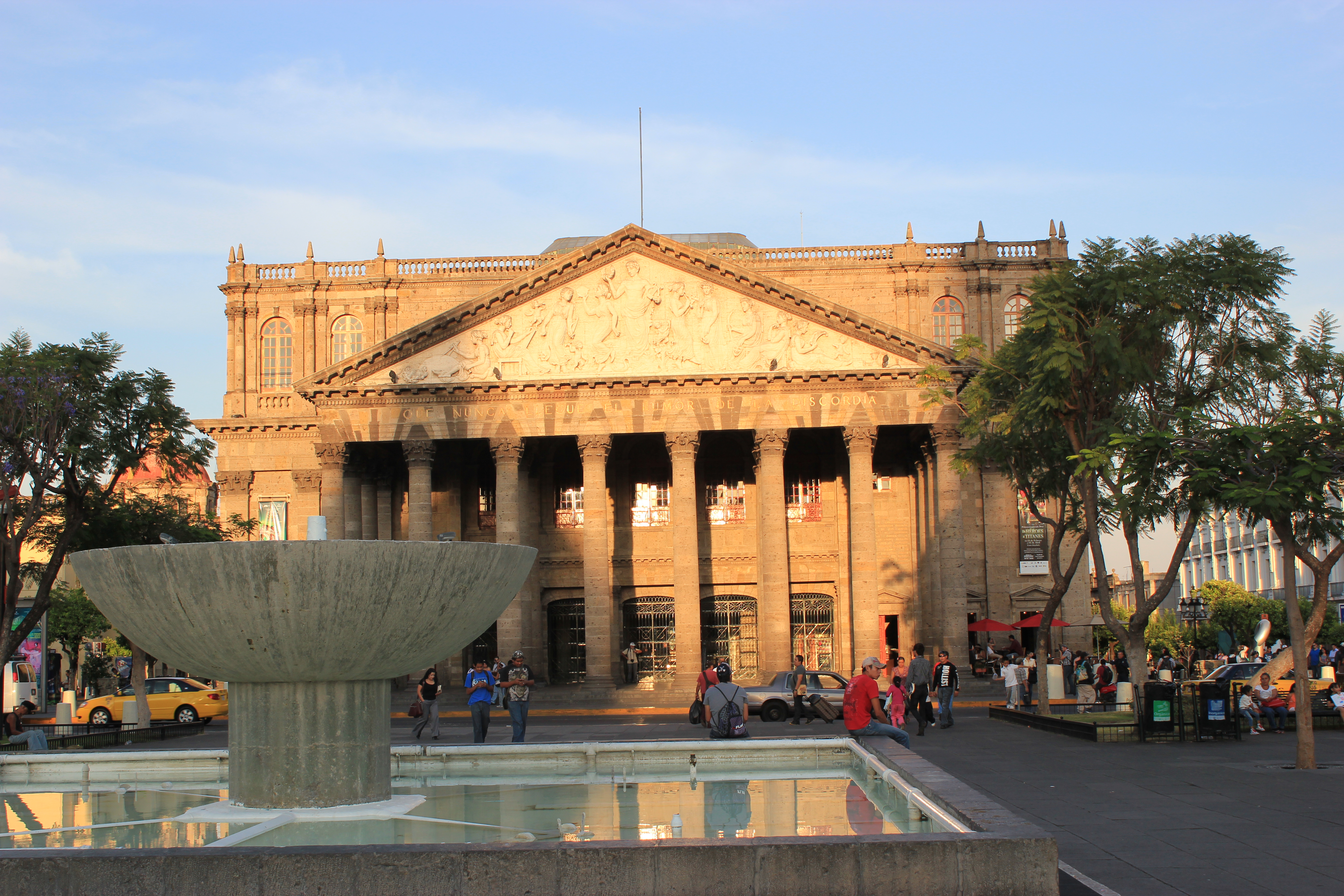
Guadalajara Jalisco
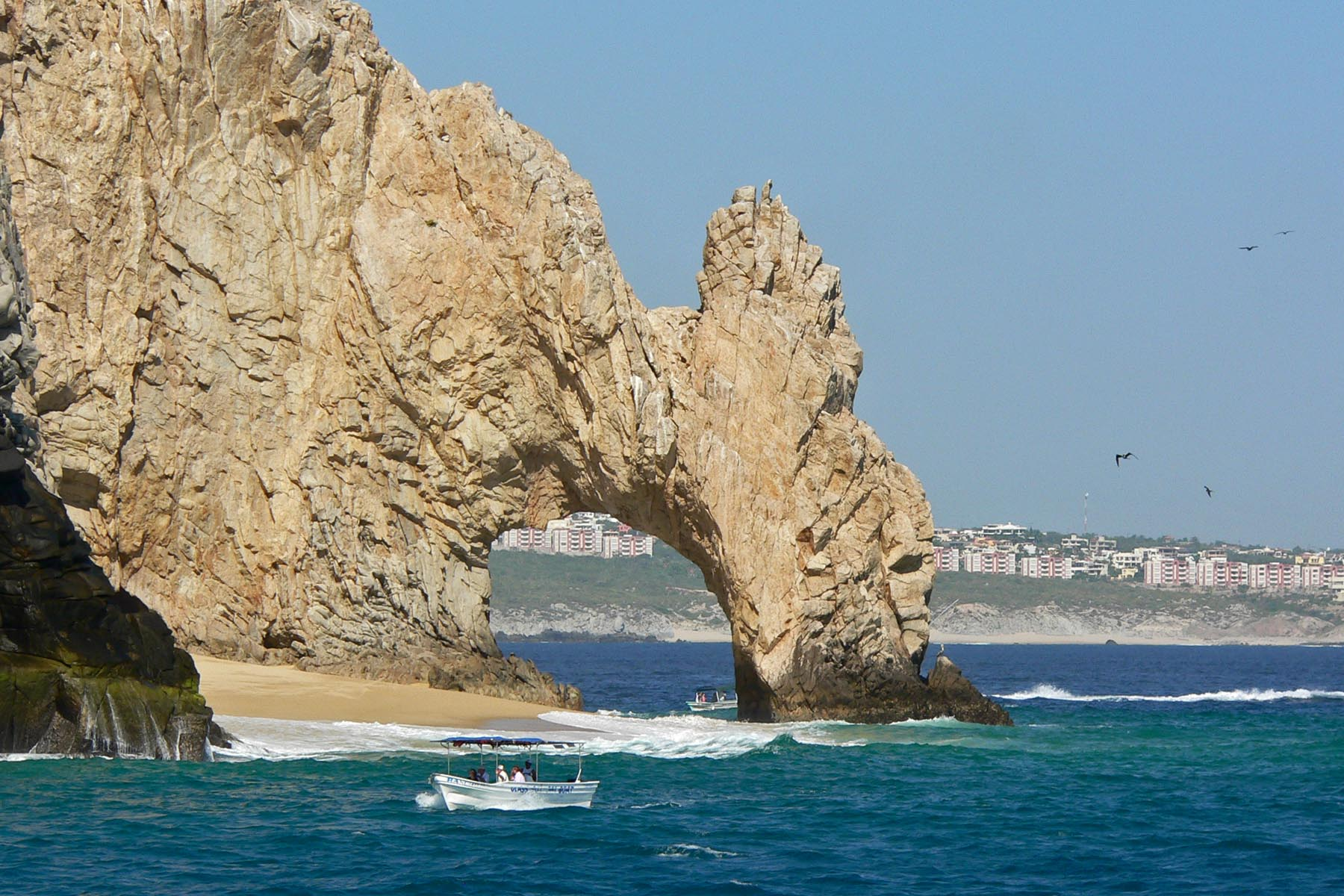
Cabo San Lucas Déli-Alsó-Kalifornia
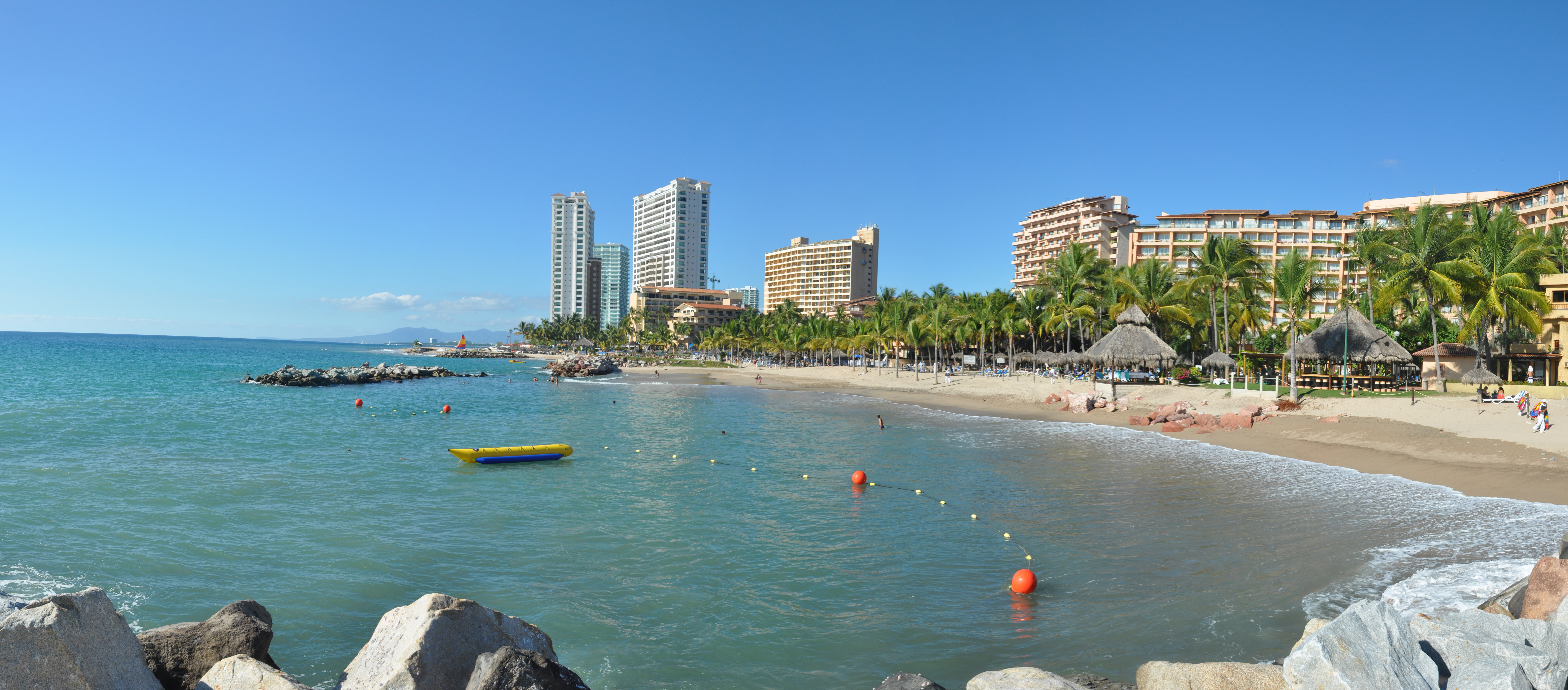
Puerto Vallarta Jalisco
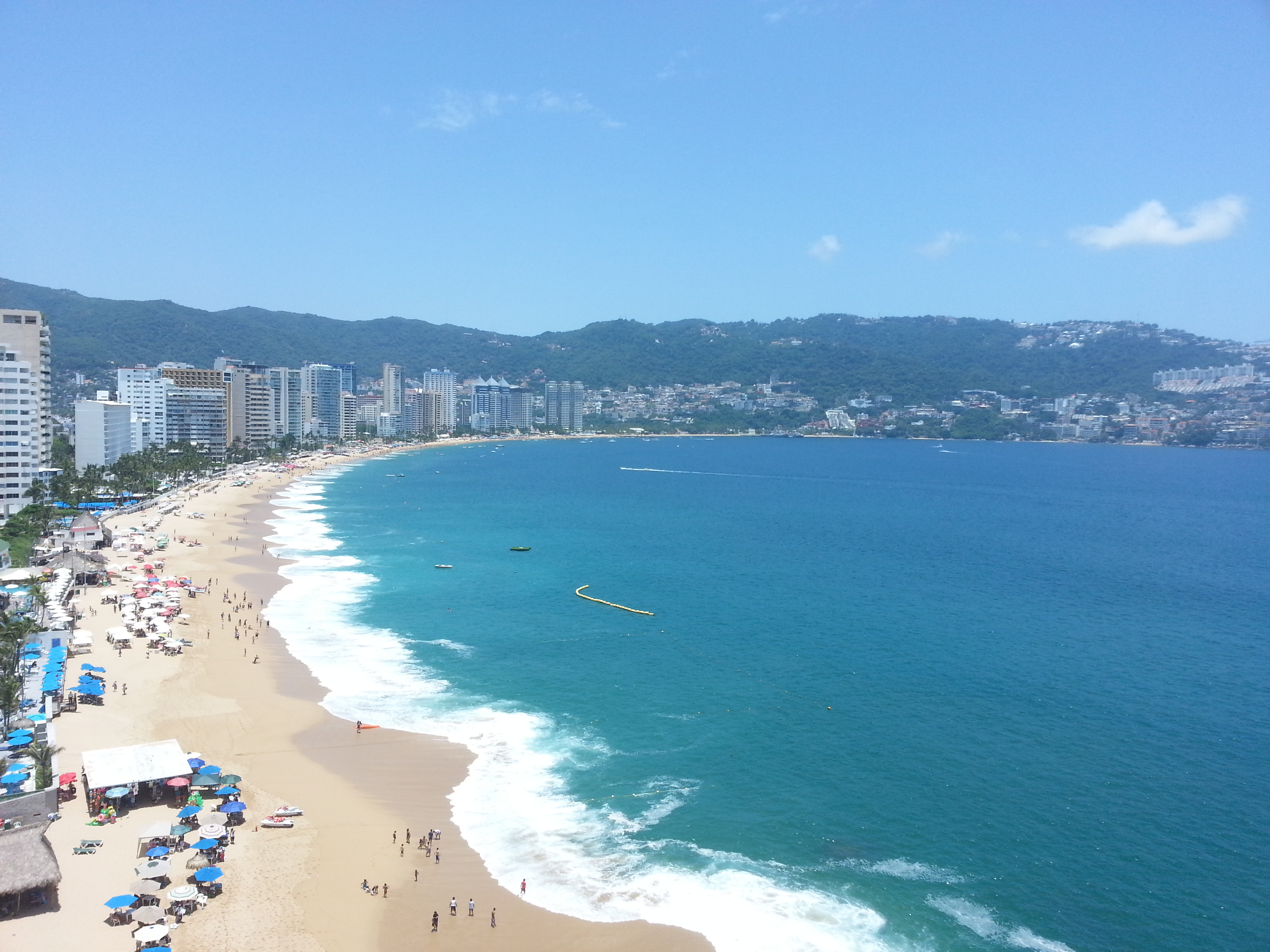
Acapulco Guerrero
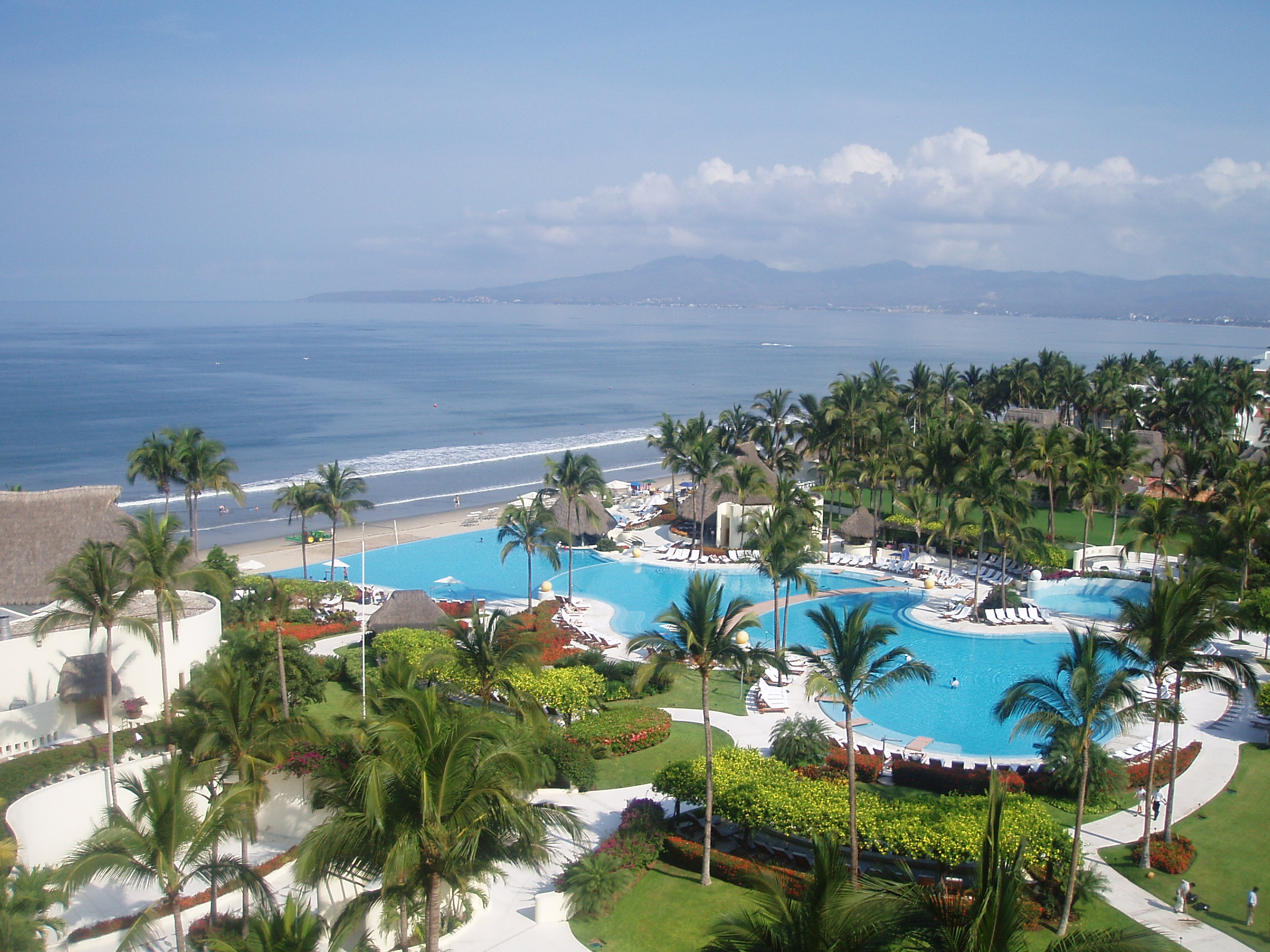
Nuevo Vallarta Nayarit
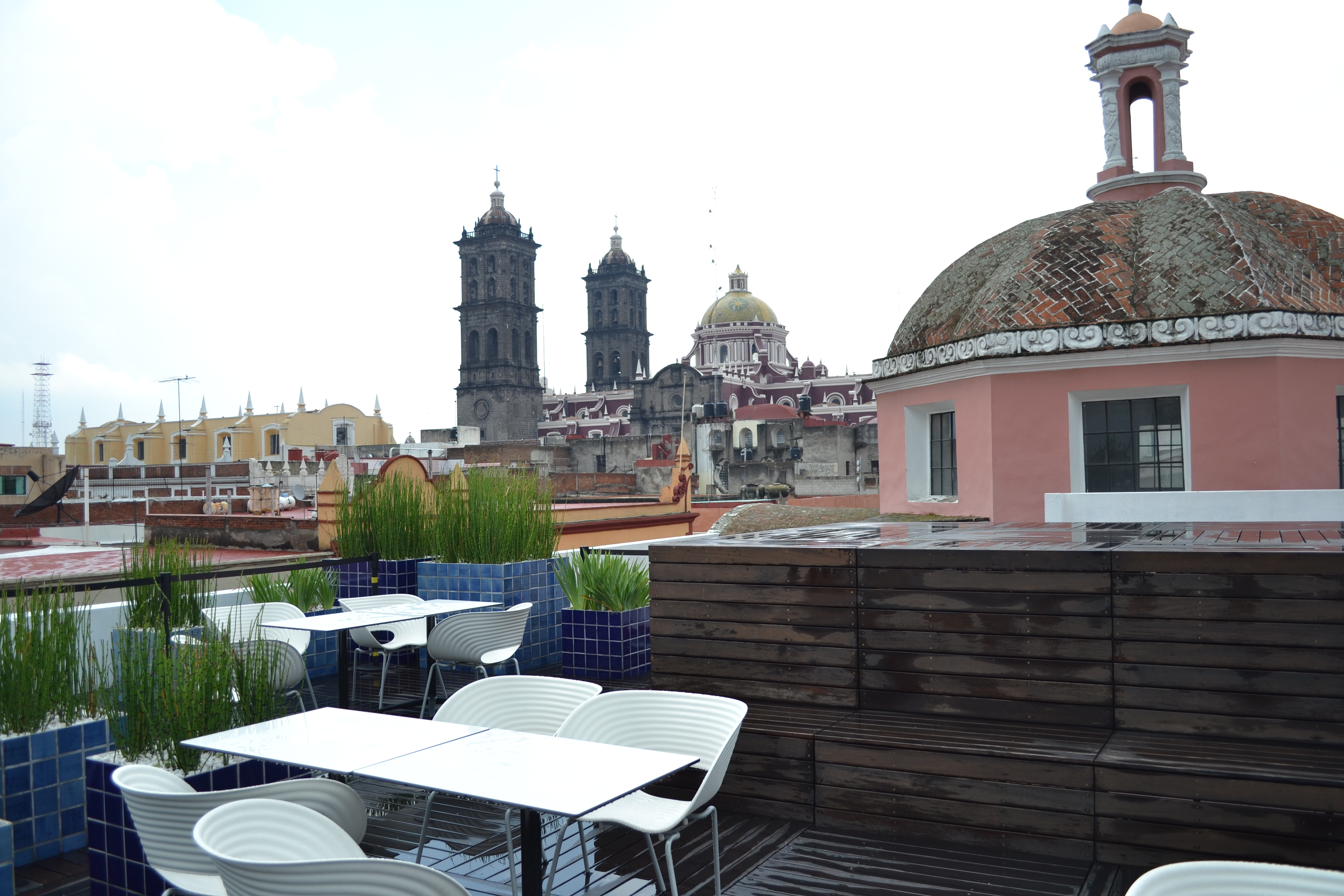
Puebla Puebla
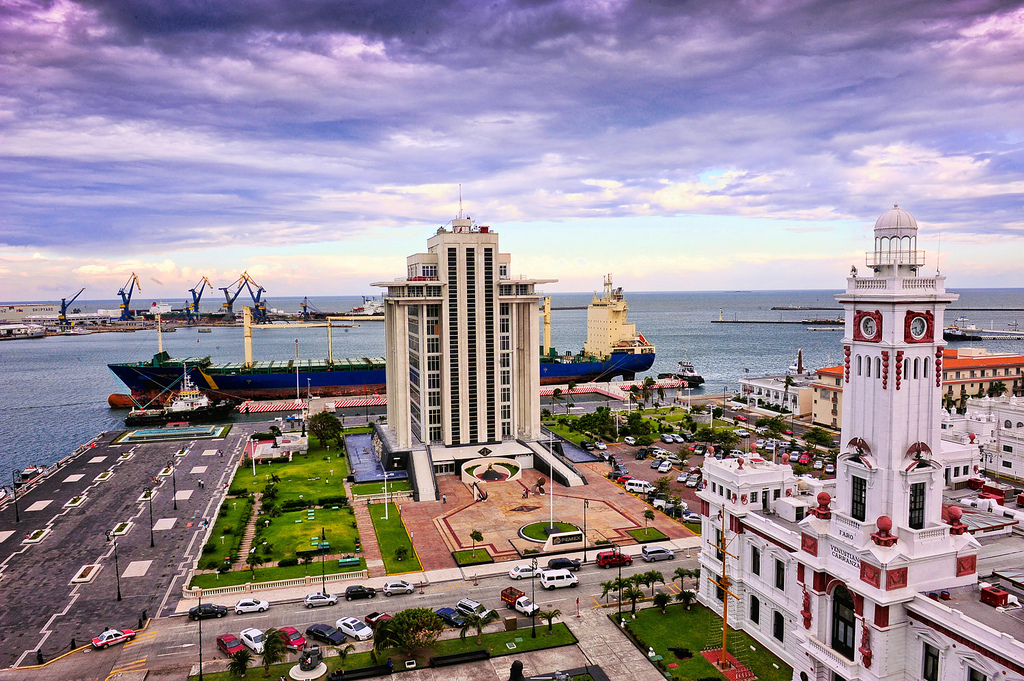
Veracruz Veracruz
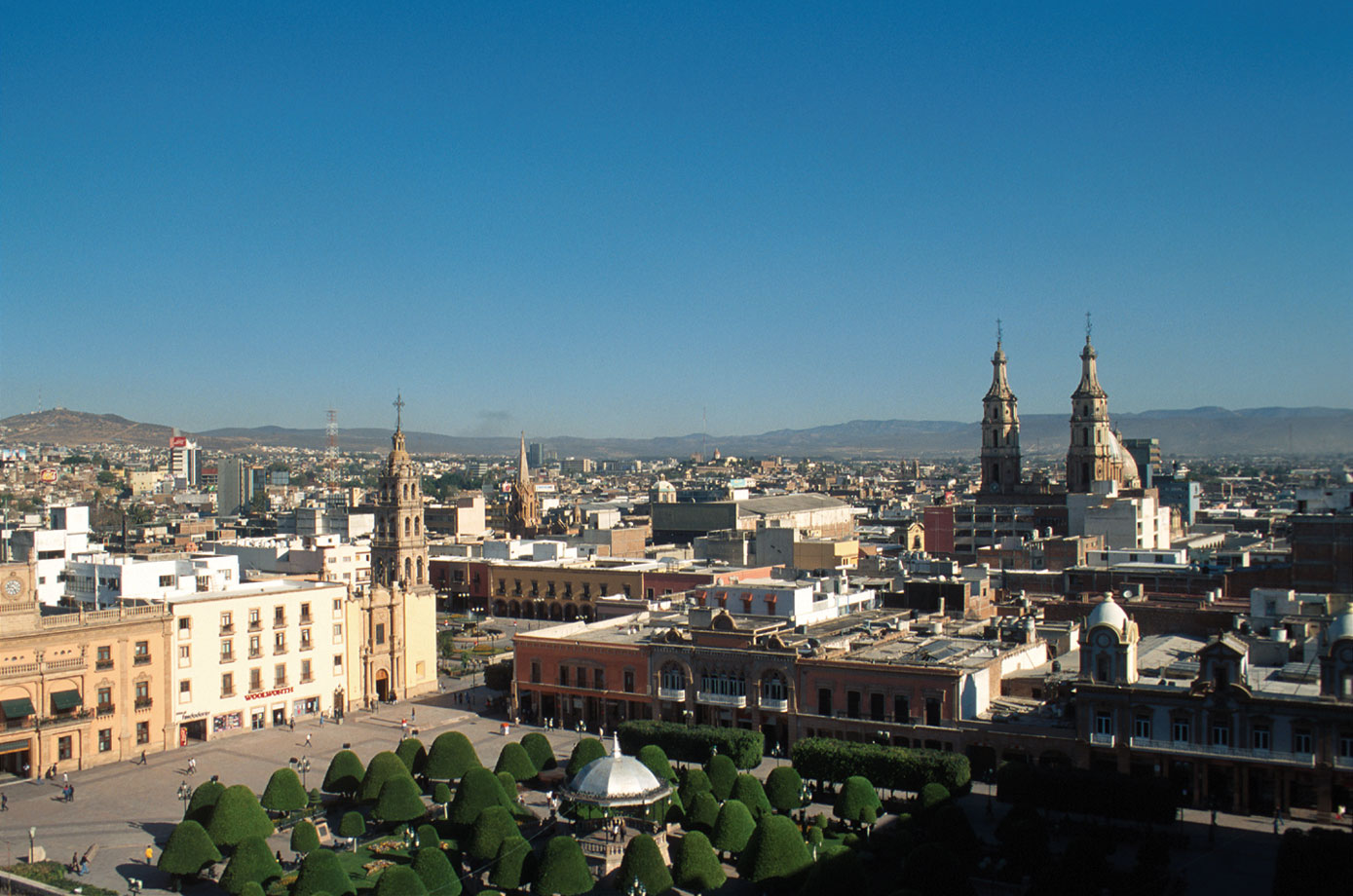
León Guanajuato
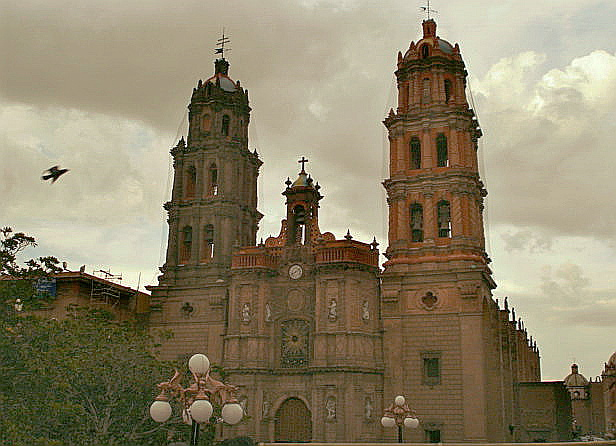
San Luis Potosí San Luis Potosí
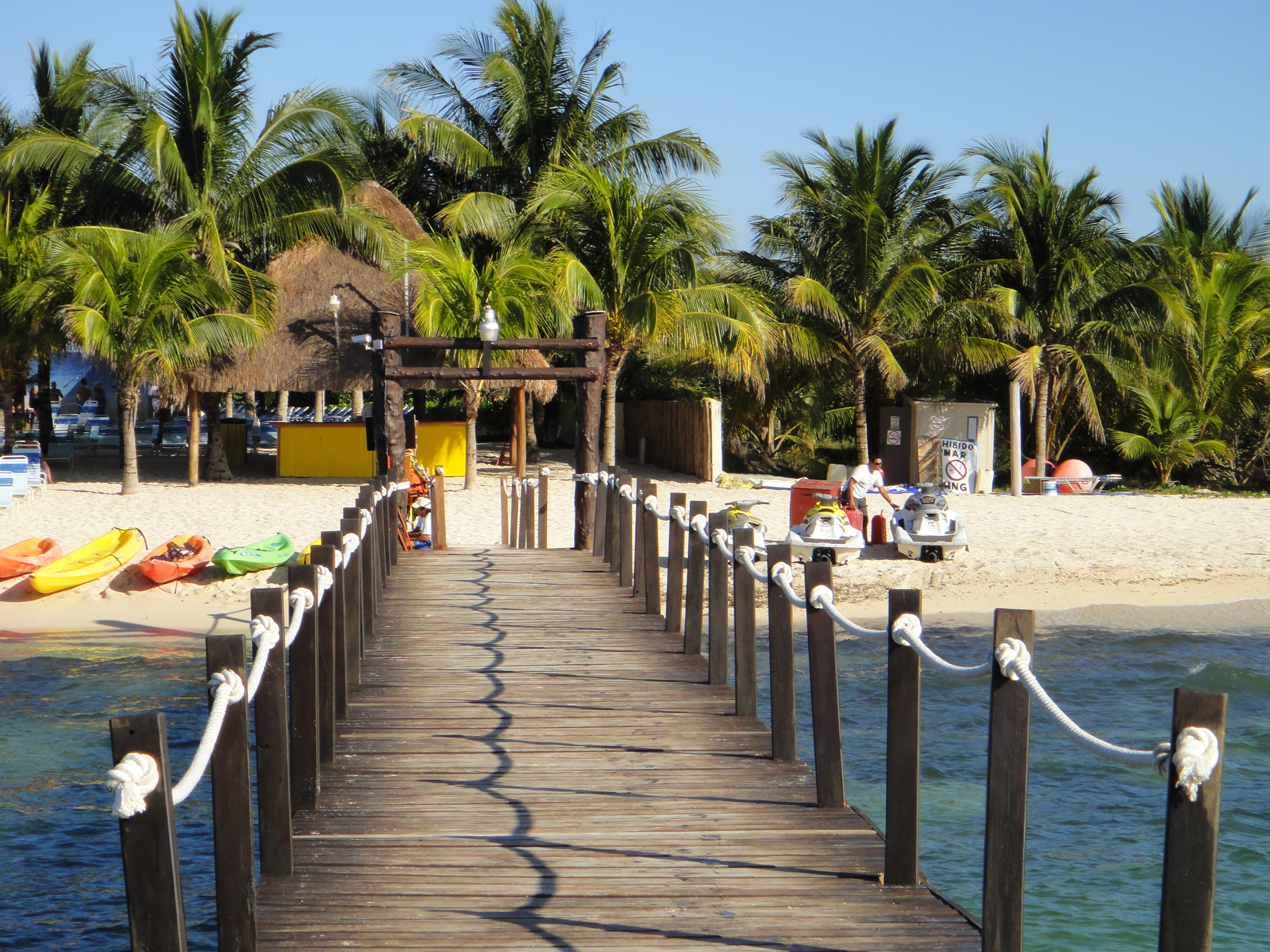
Cozumel Quintana Roo
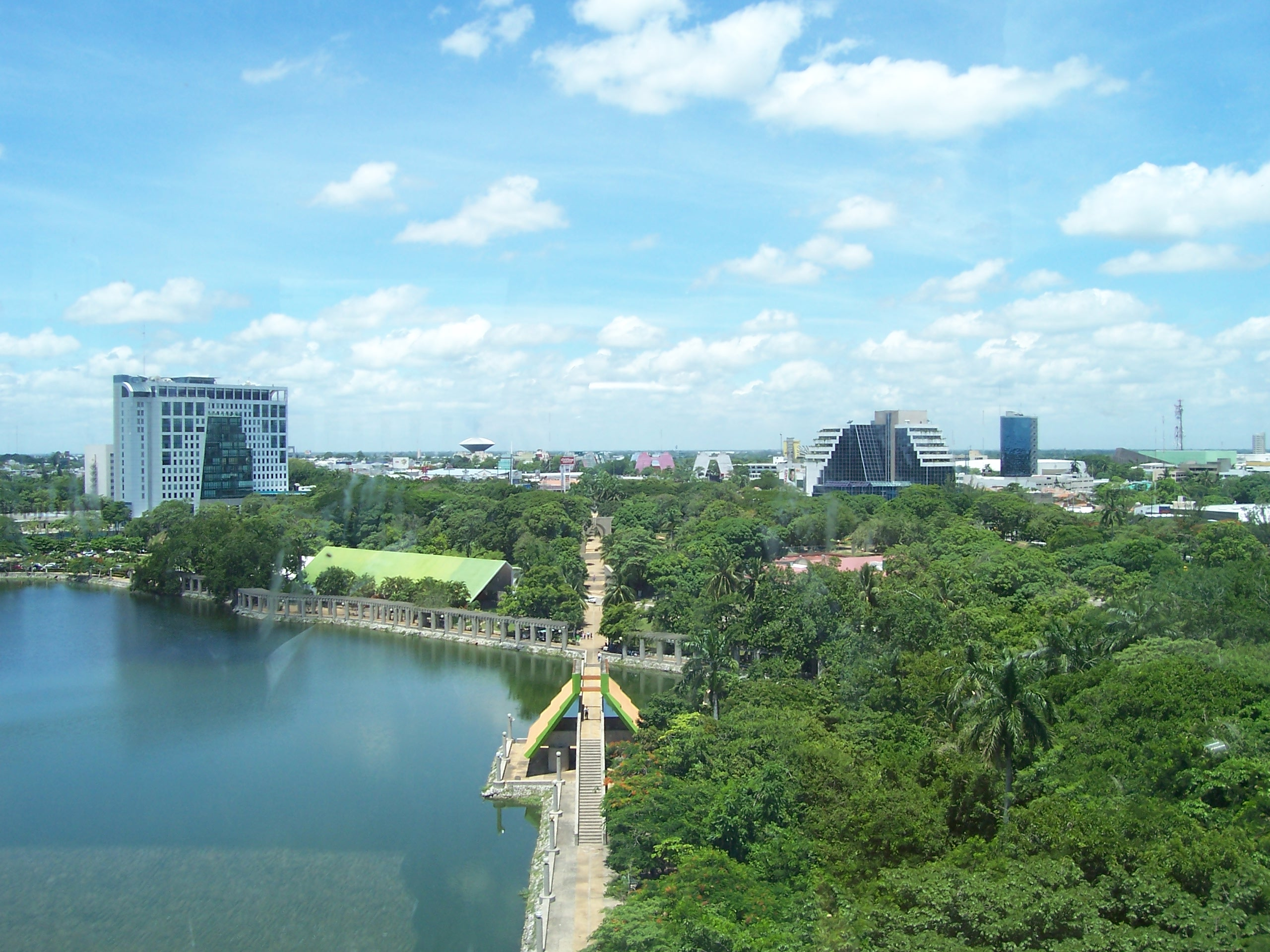
Villahermosa Tabasco
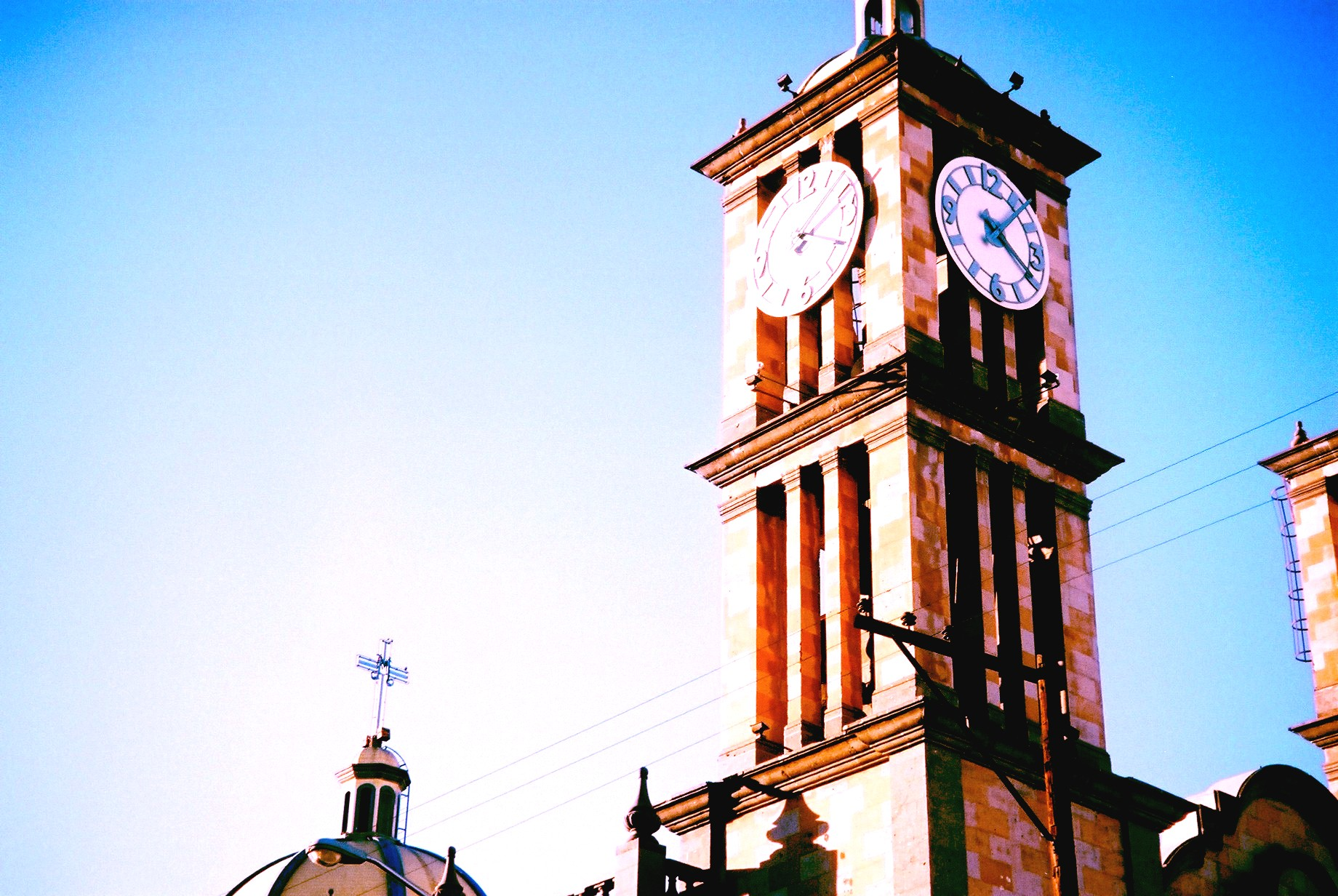
Tijuana Alsó-Kalifornia
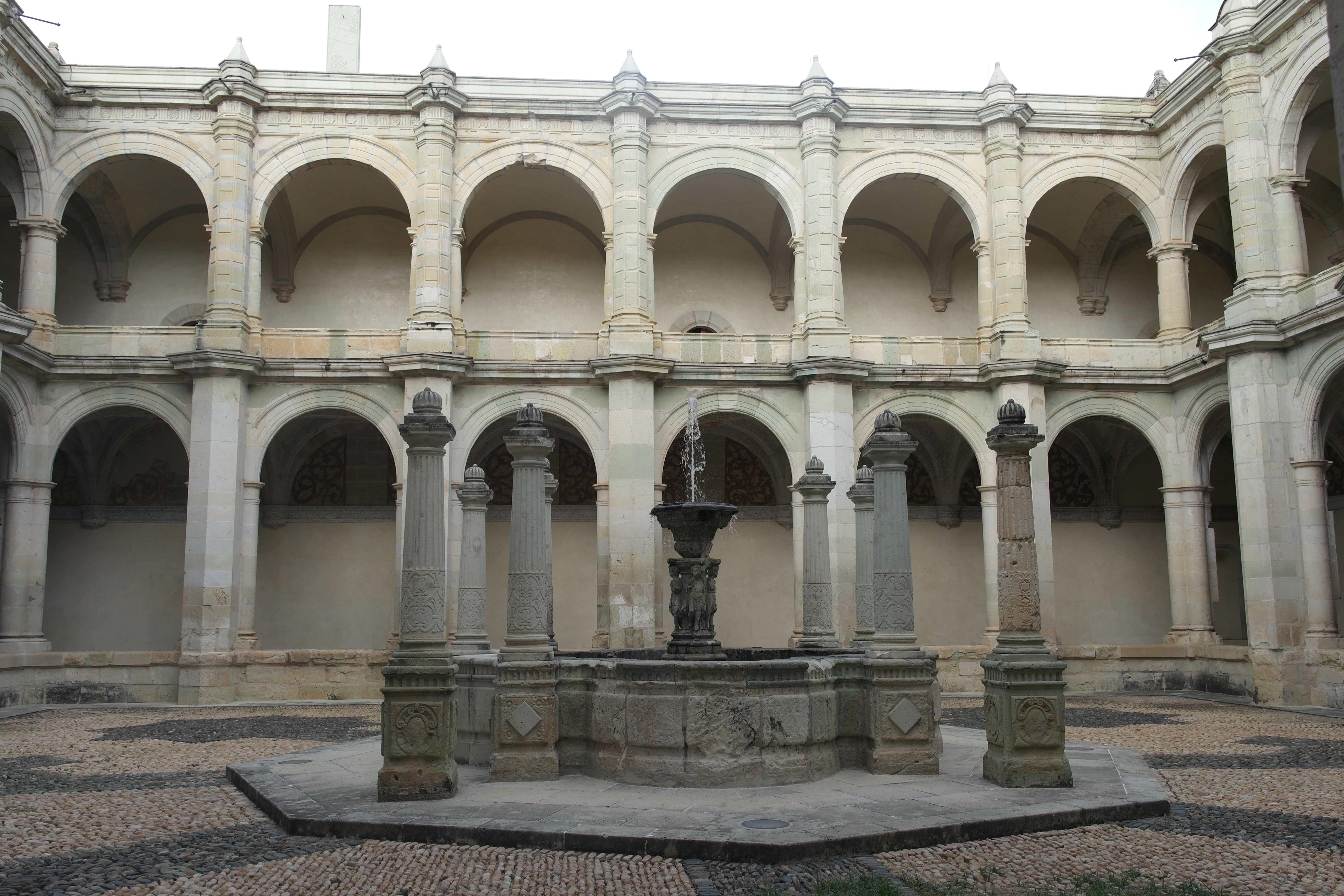
Oaxaca de Juárez Oaxaca
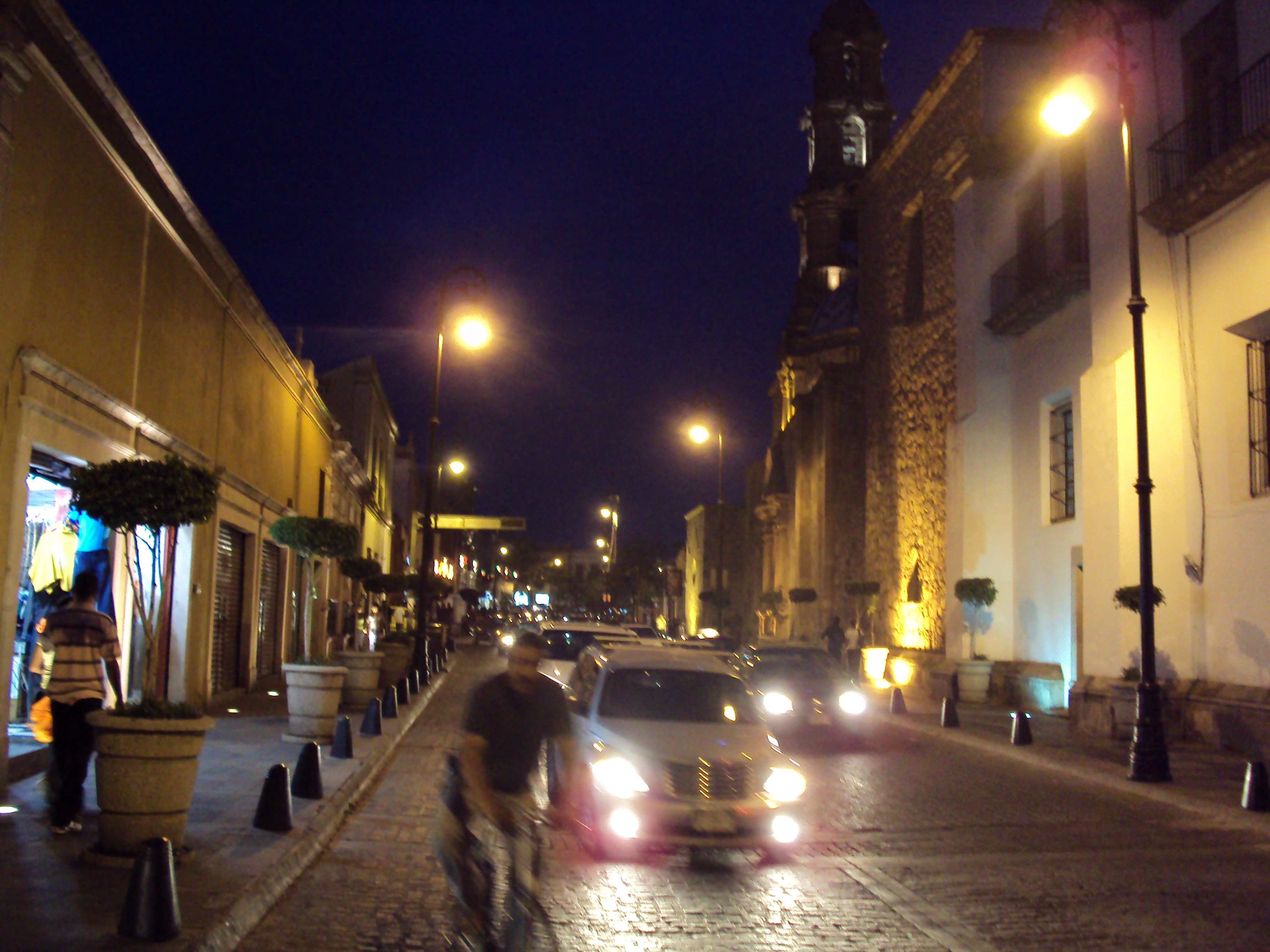
Aguascalientes Aguascalientes
Huatulco Oaxaca
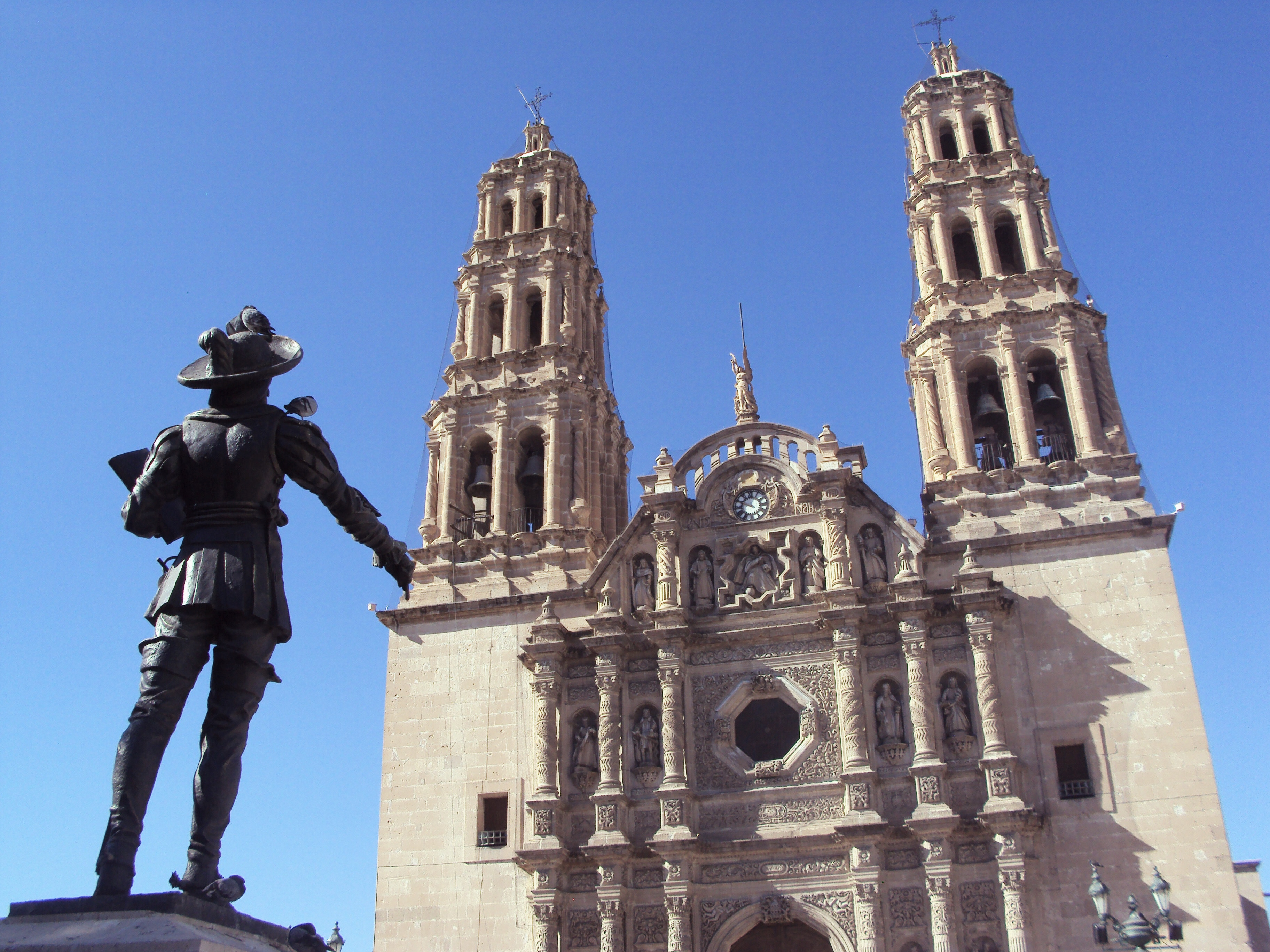
Chihuahua Chihuahua
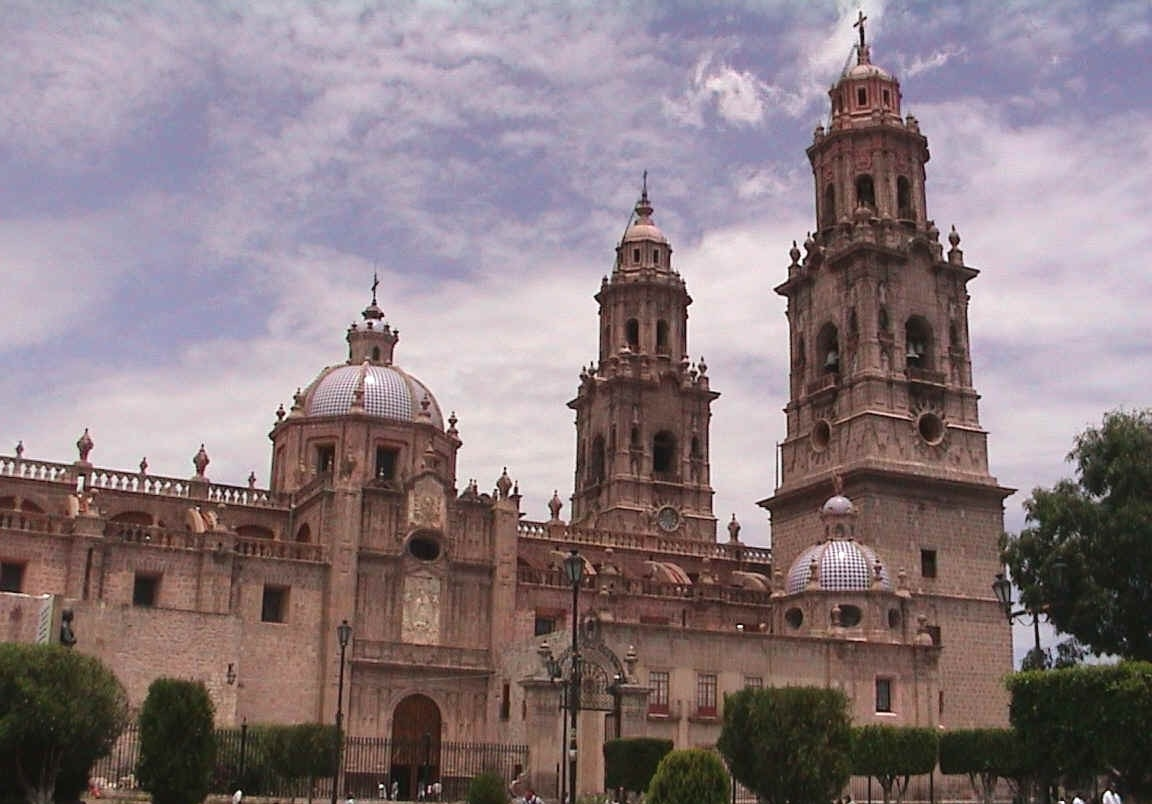
[[Morelia (Mexikó)|]] Michoacán
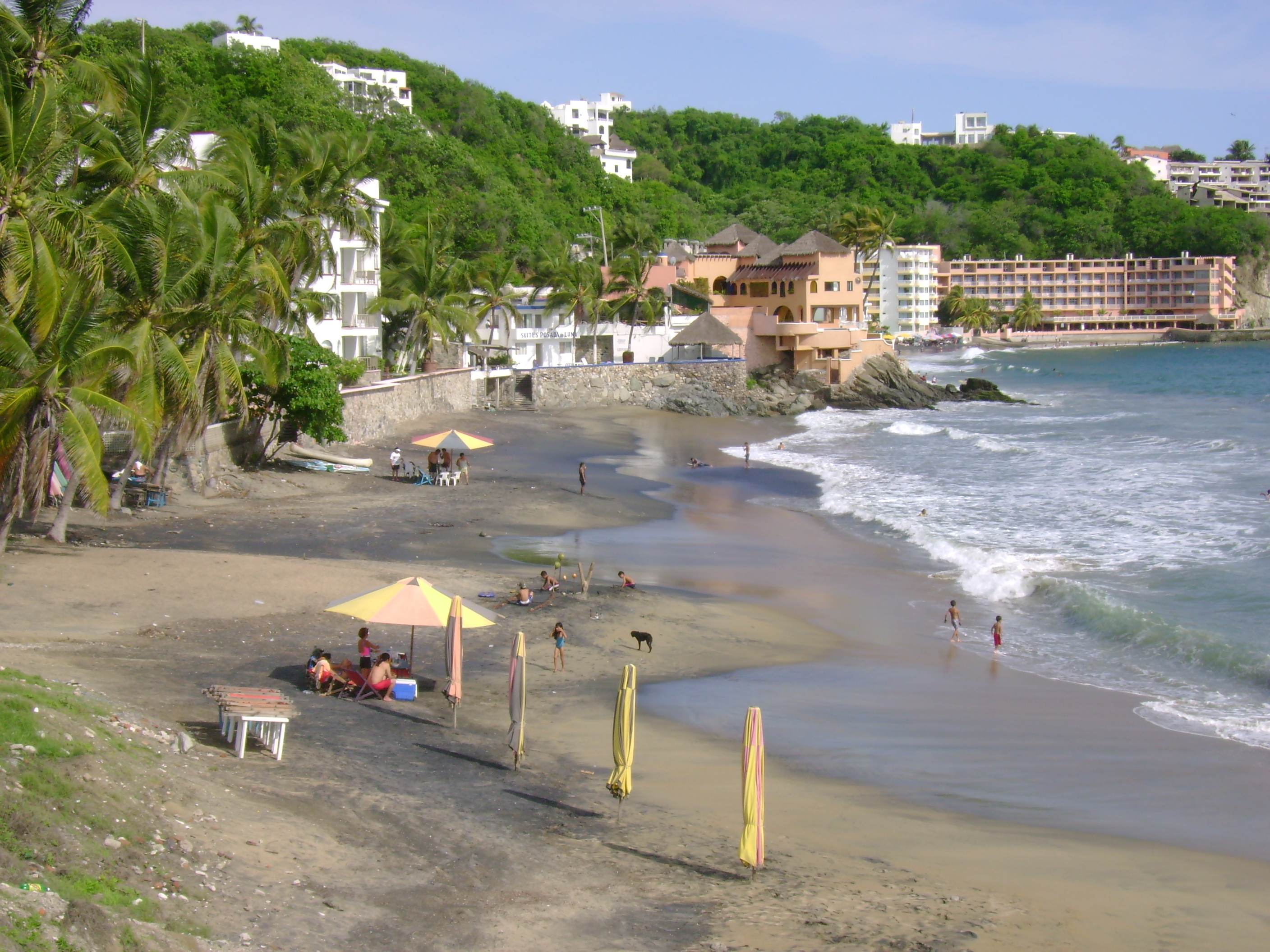
Manzanillo Colima
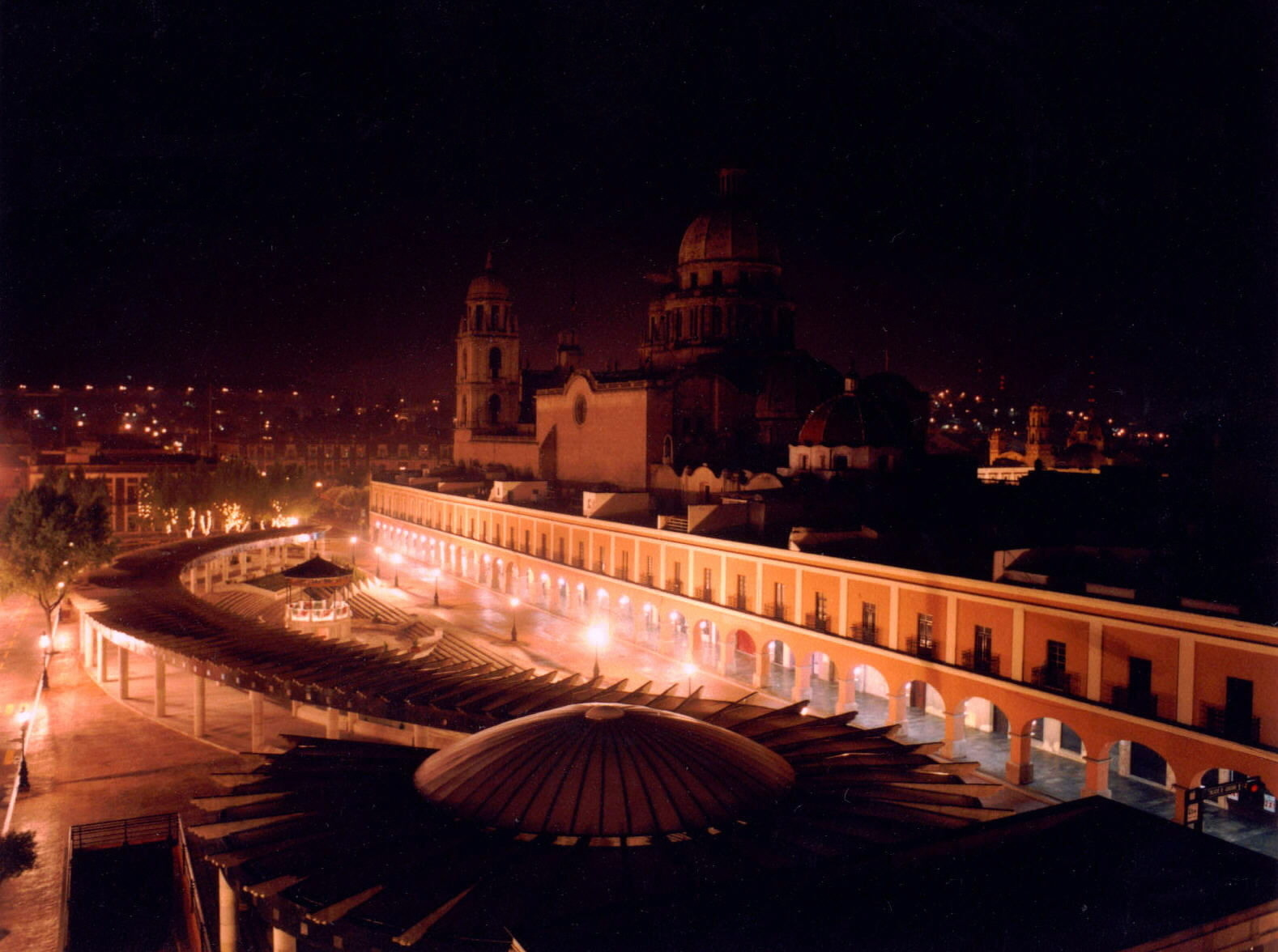
Toluca de Lerdo México
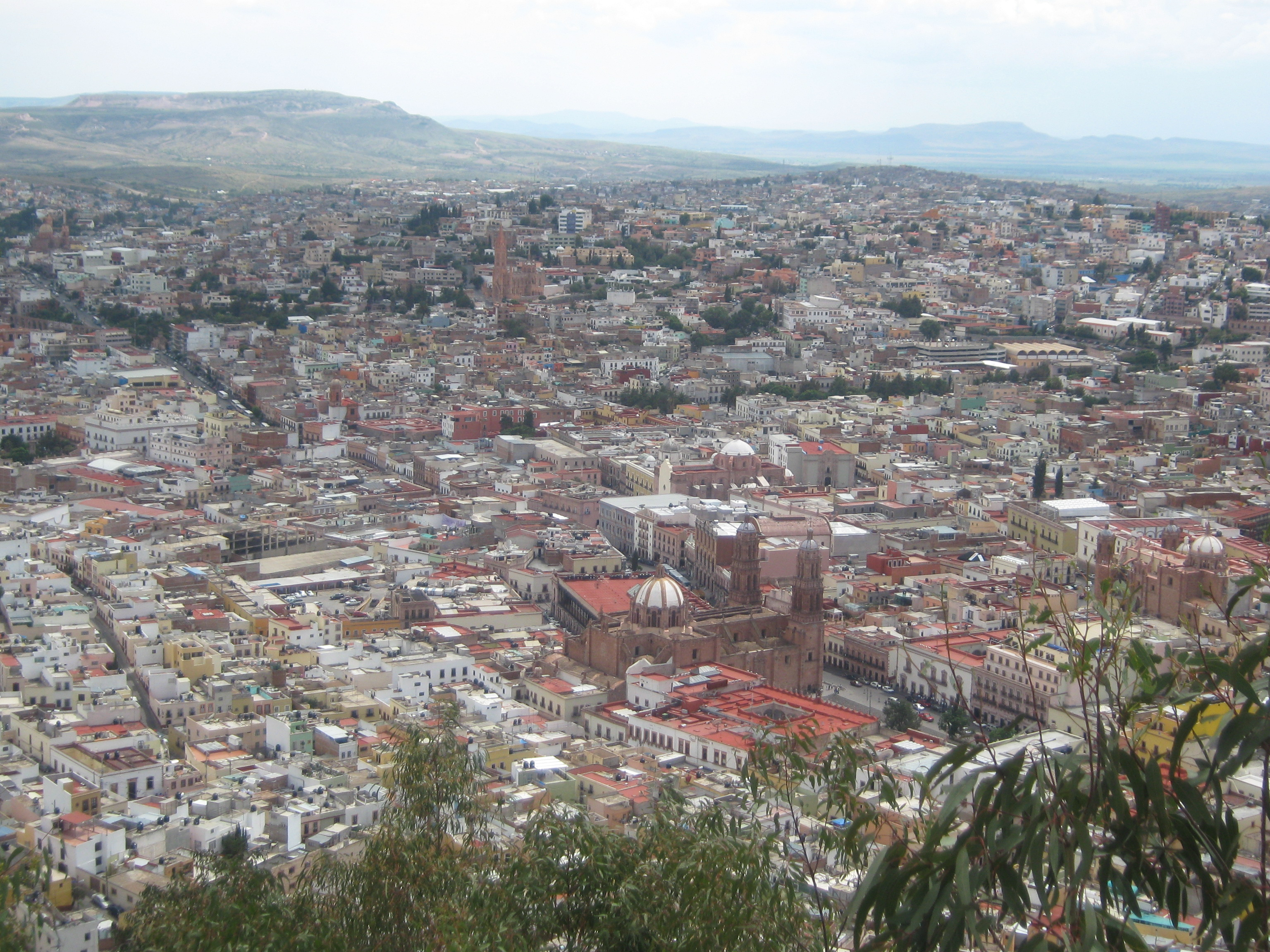
Zacatecas Zacatecas
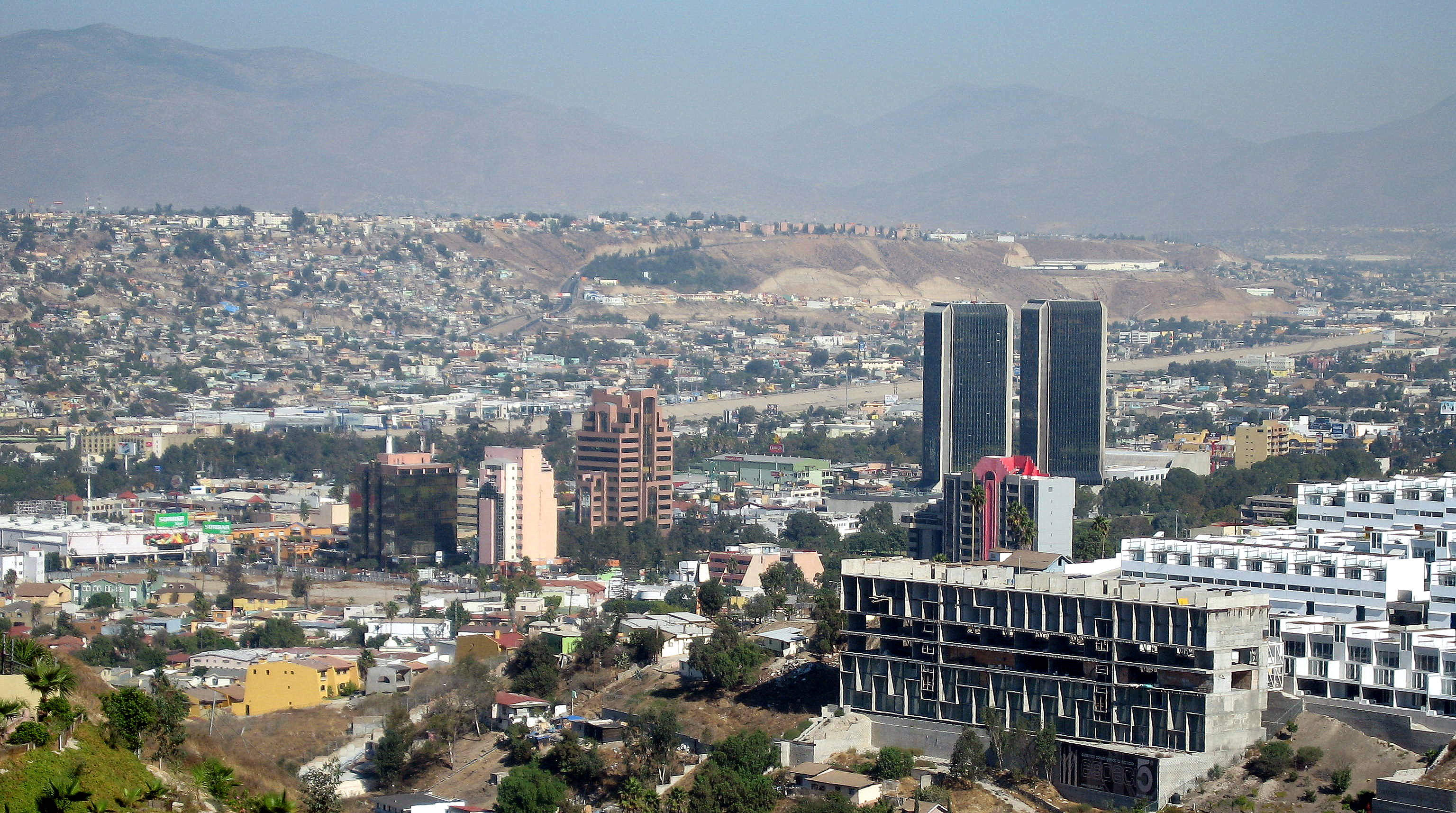
Tijuana
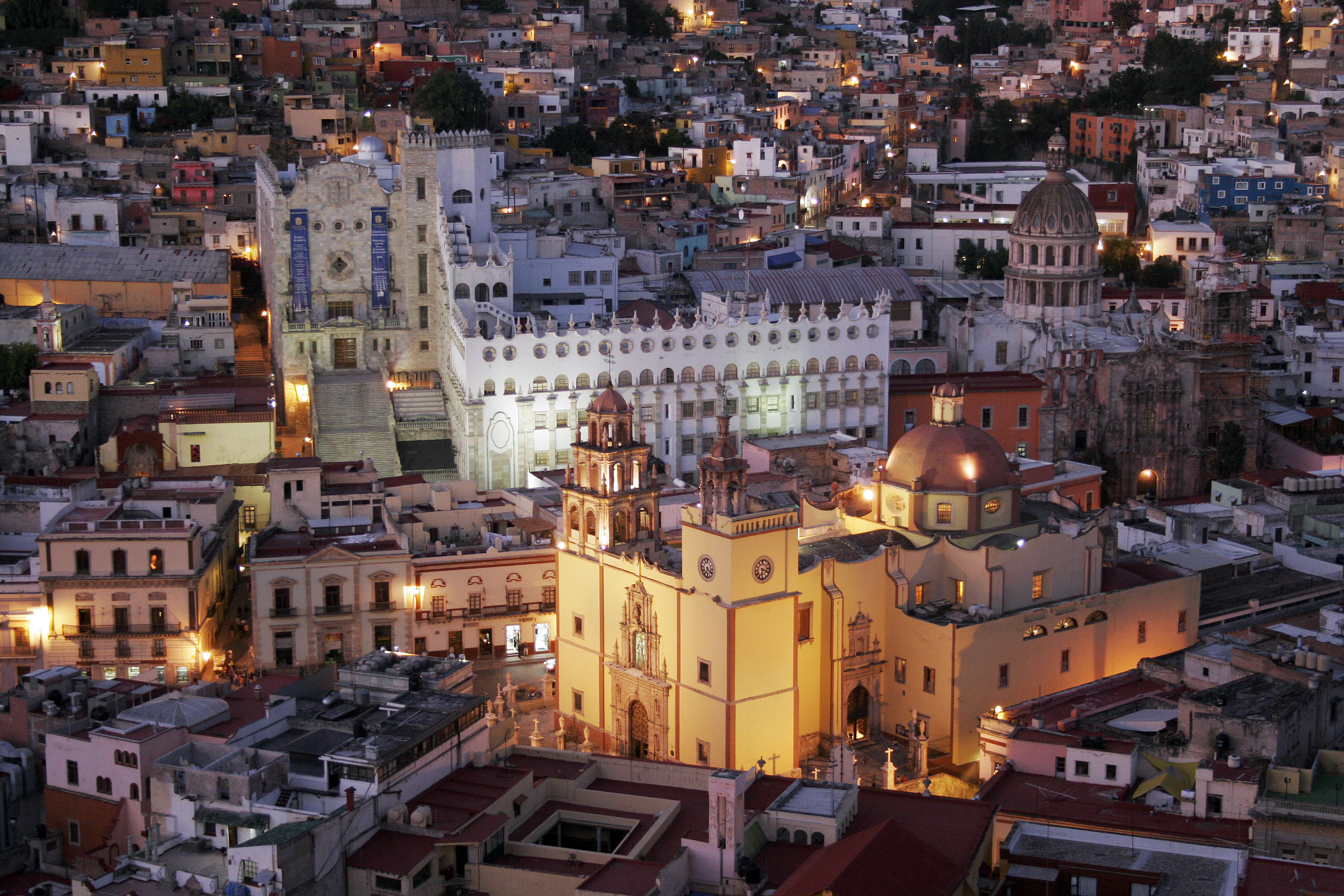
Guanajuato
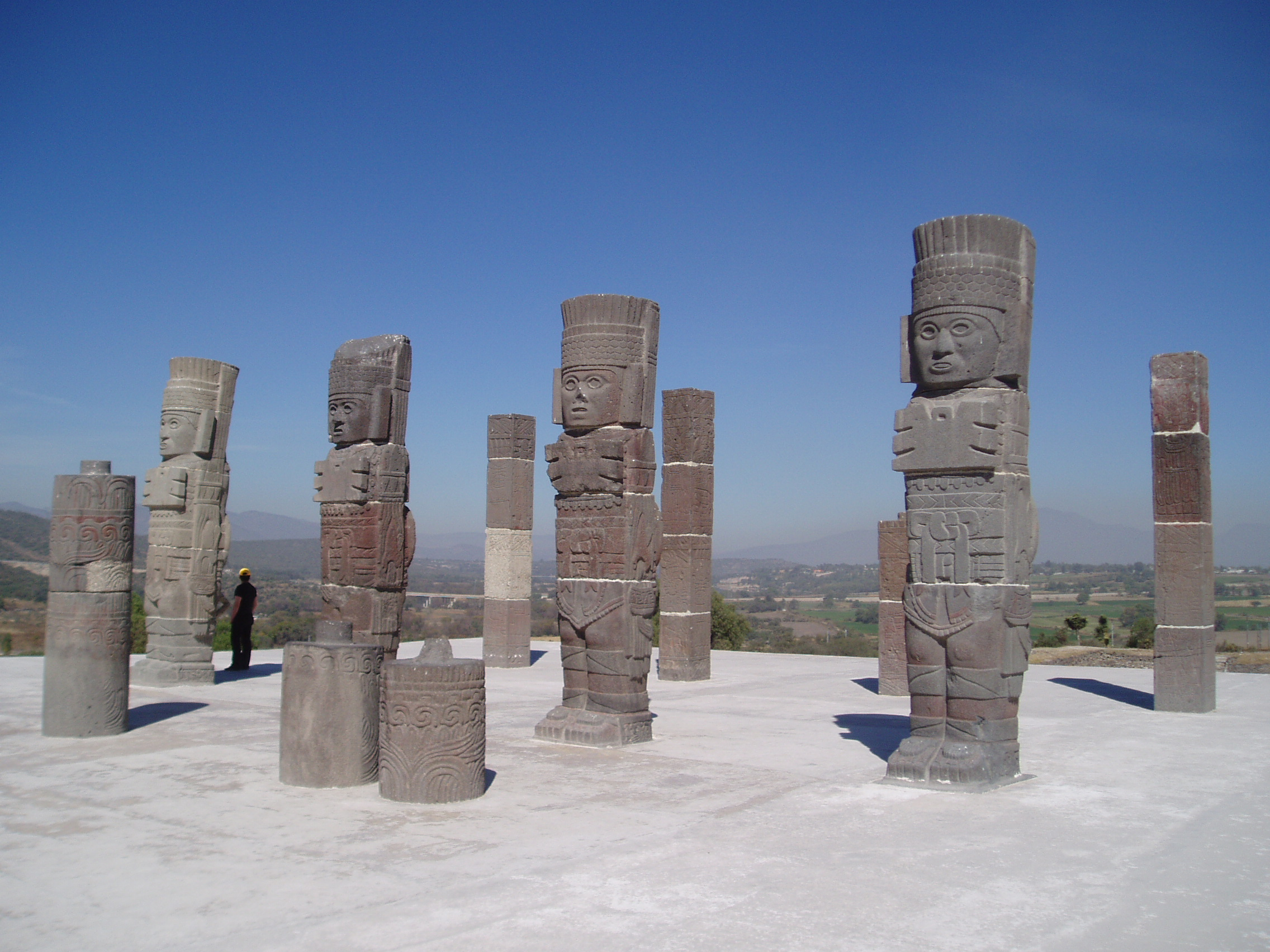
Tula, Hidalgo
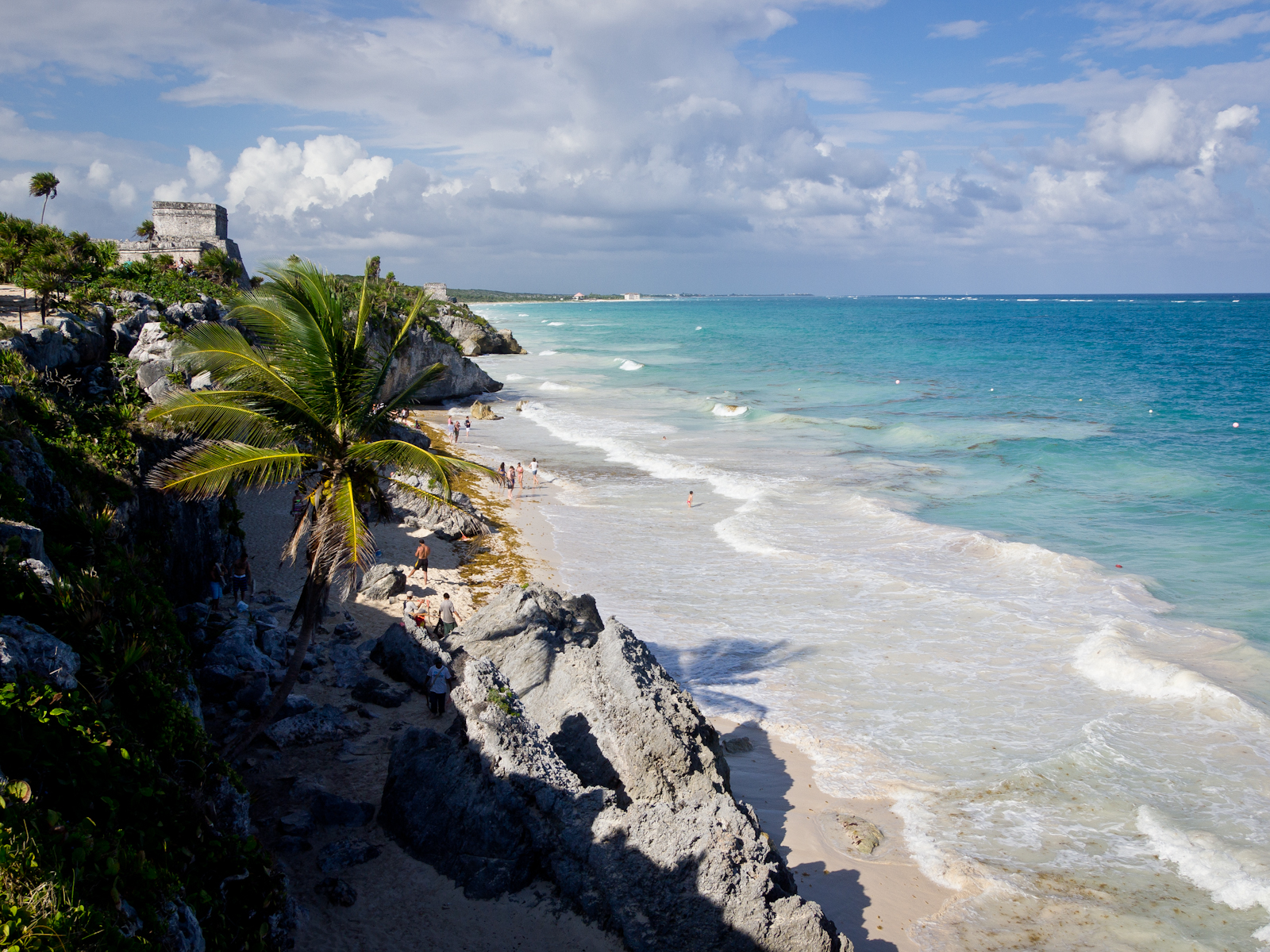
Tulum
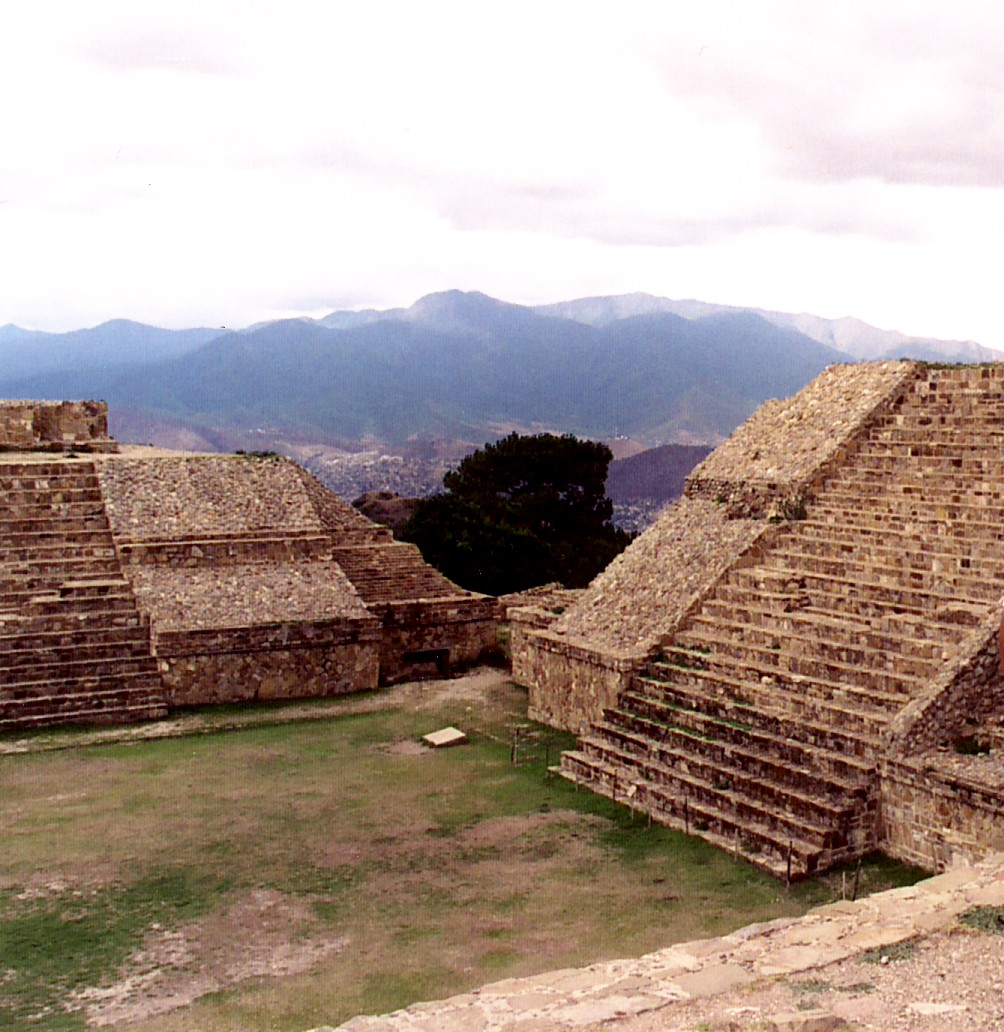
Monte Albán
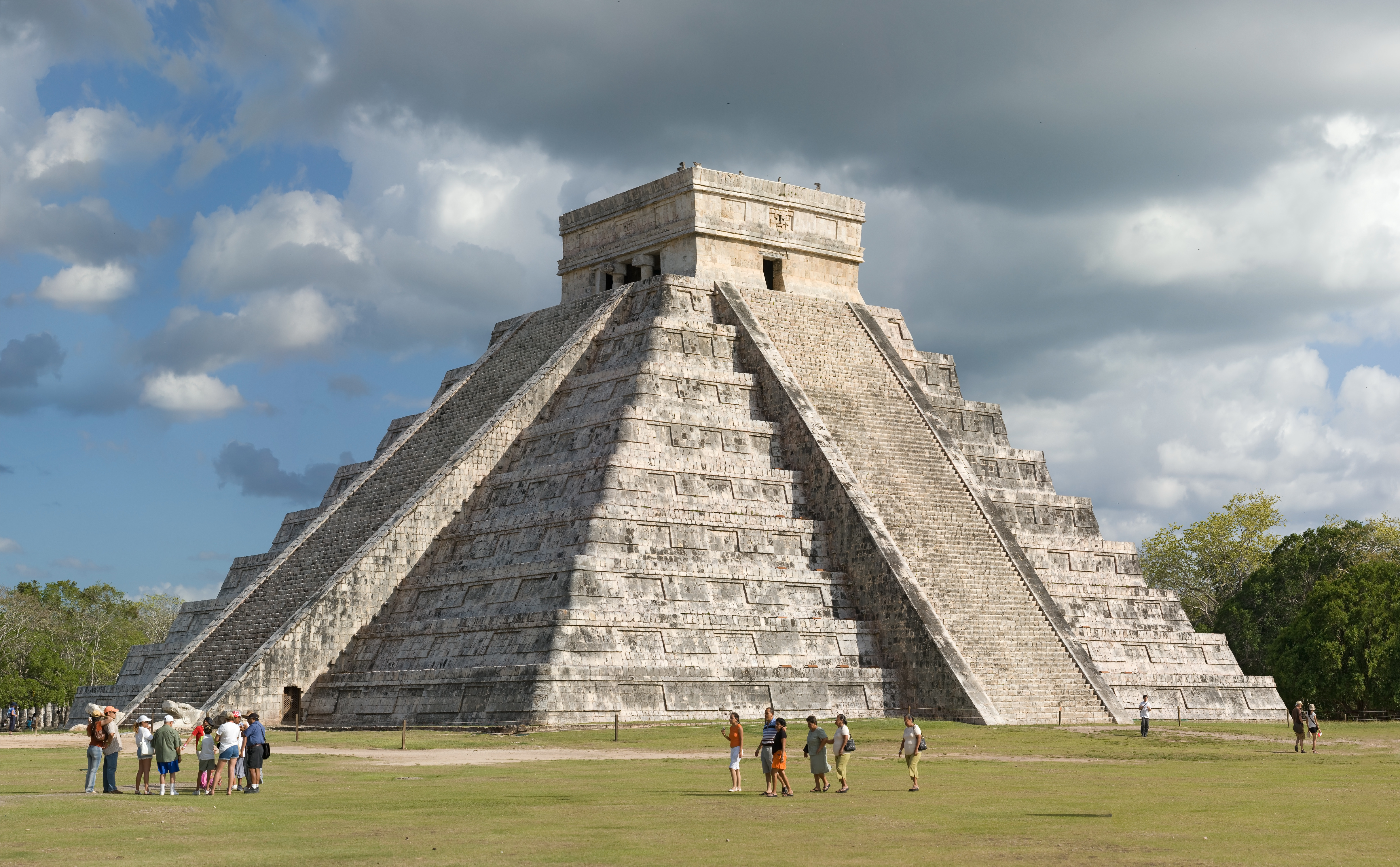
Chichén Itzá
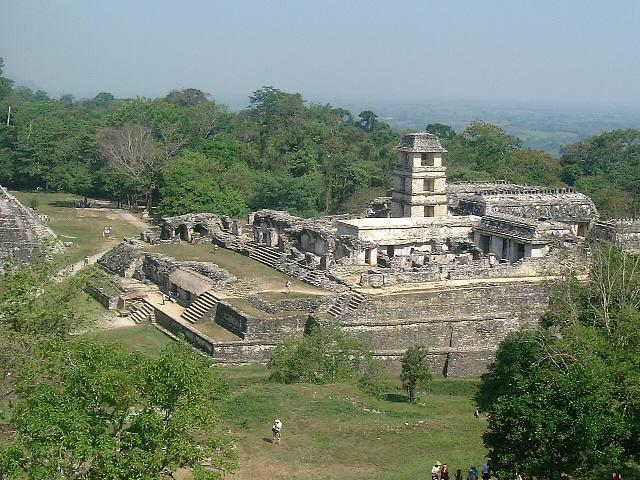
Palenque
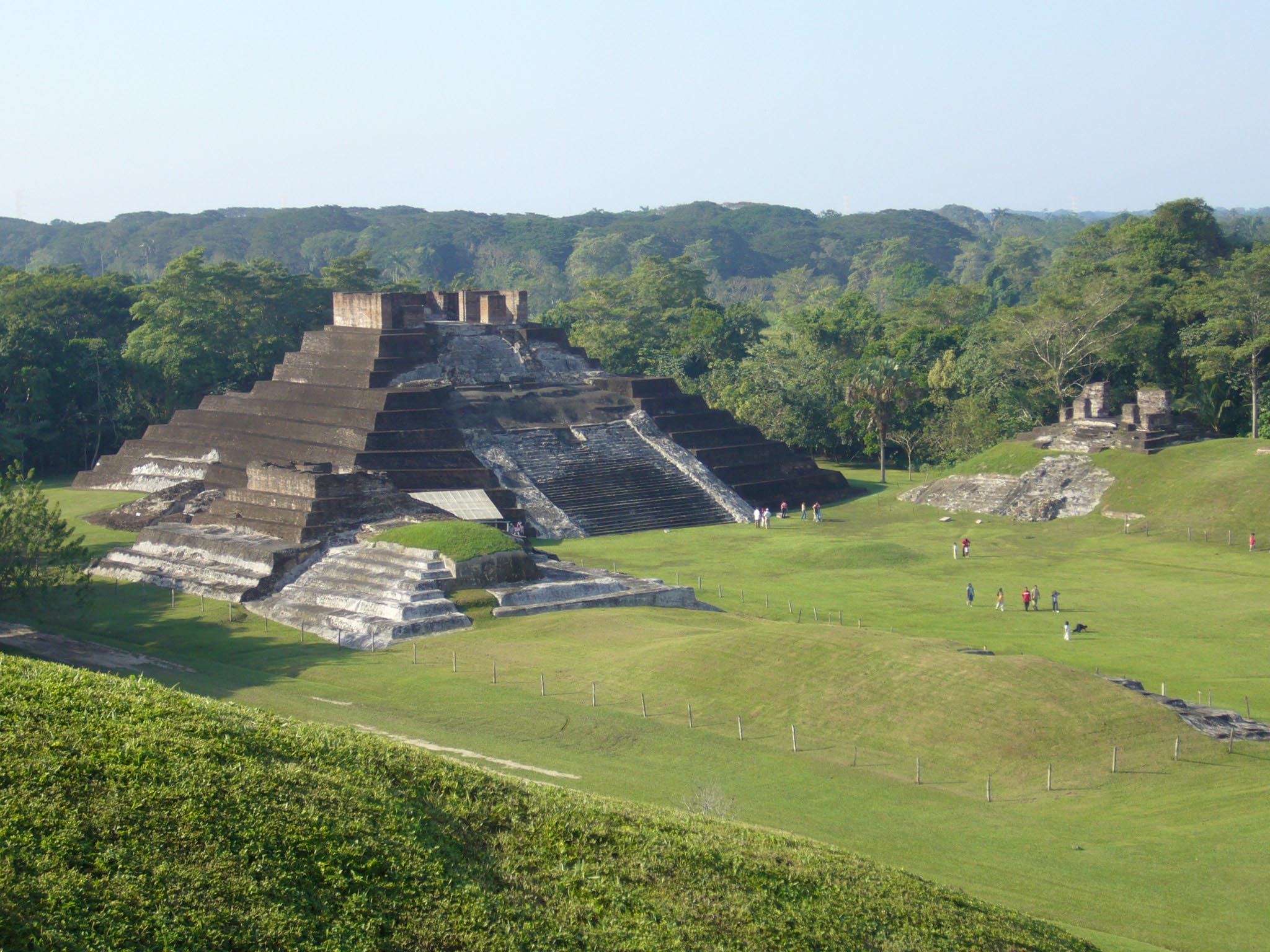
Comalcalco
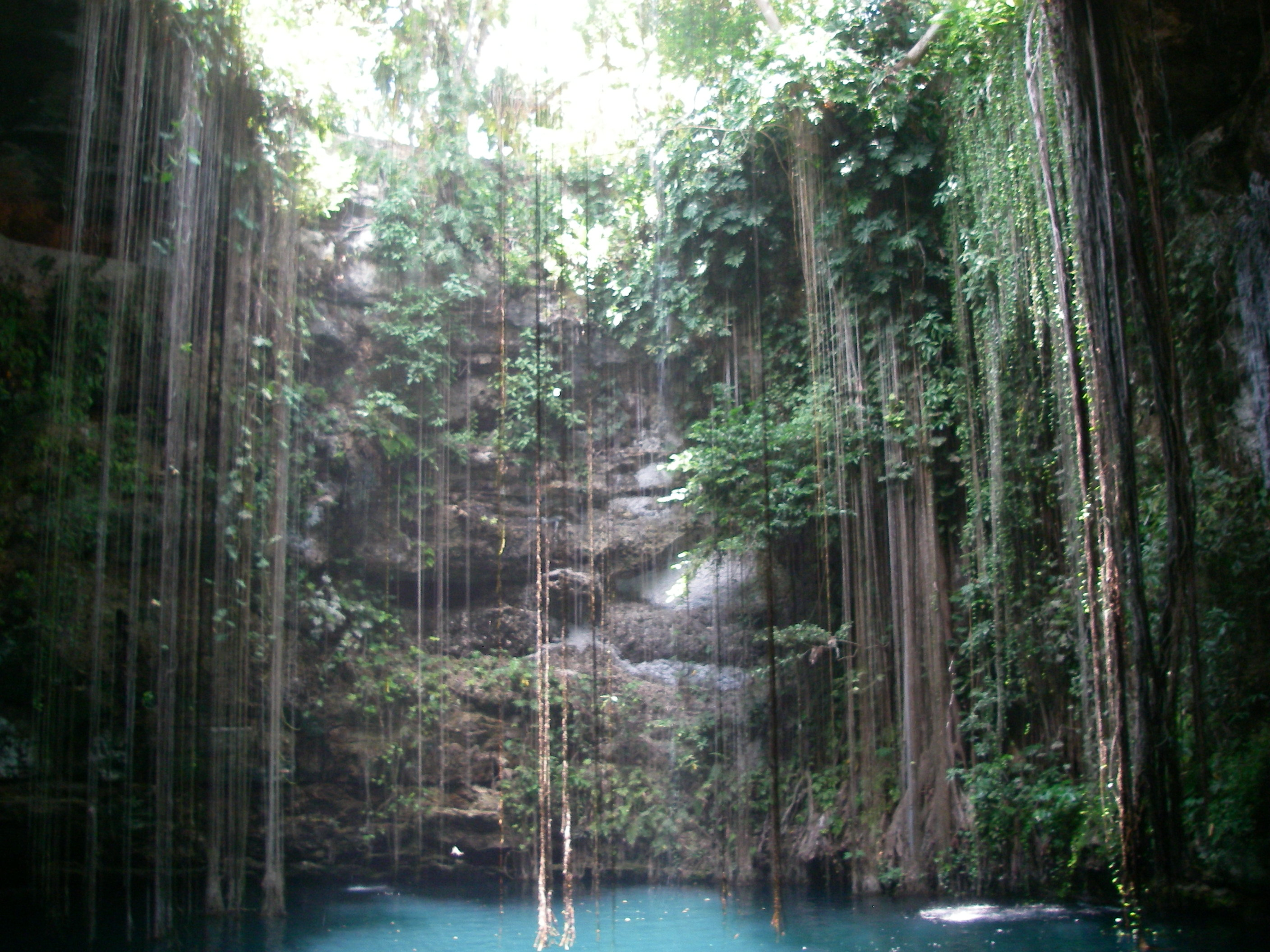
Ik Kil víznyelő
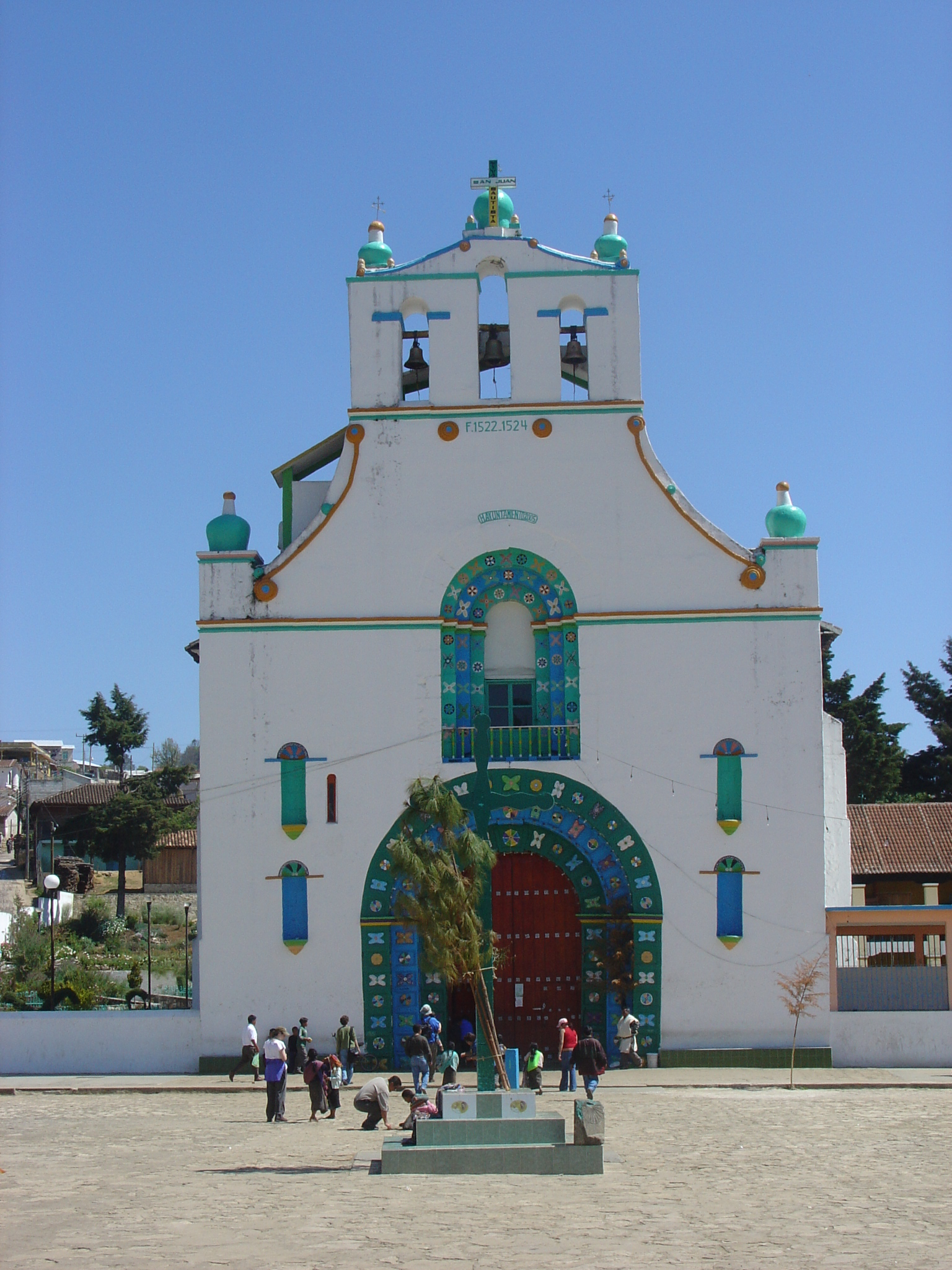
Chamula indián falu, Chiapas
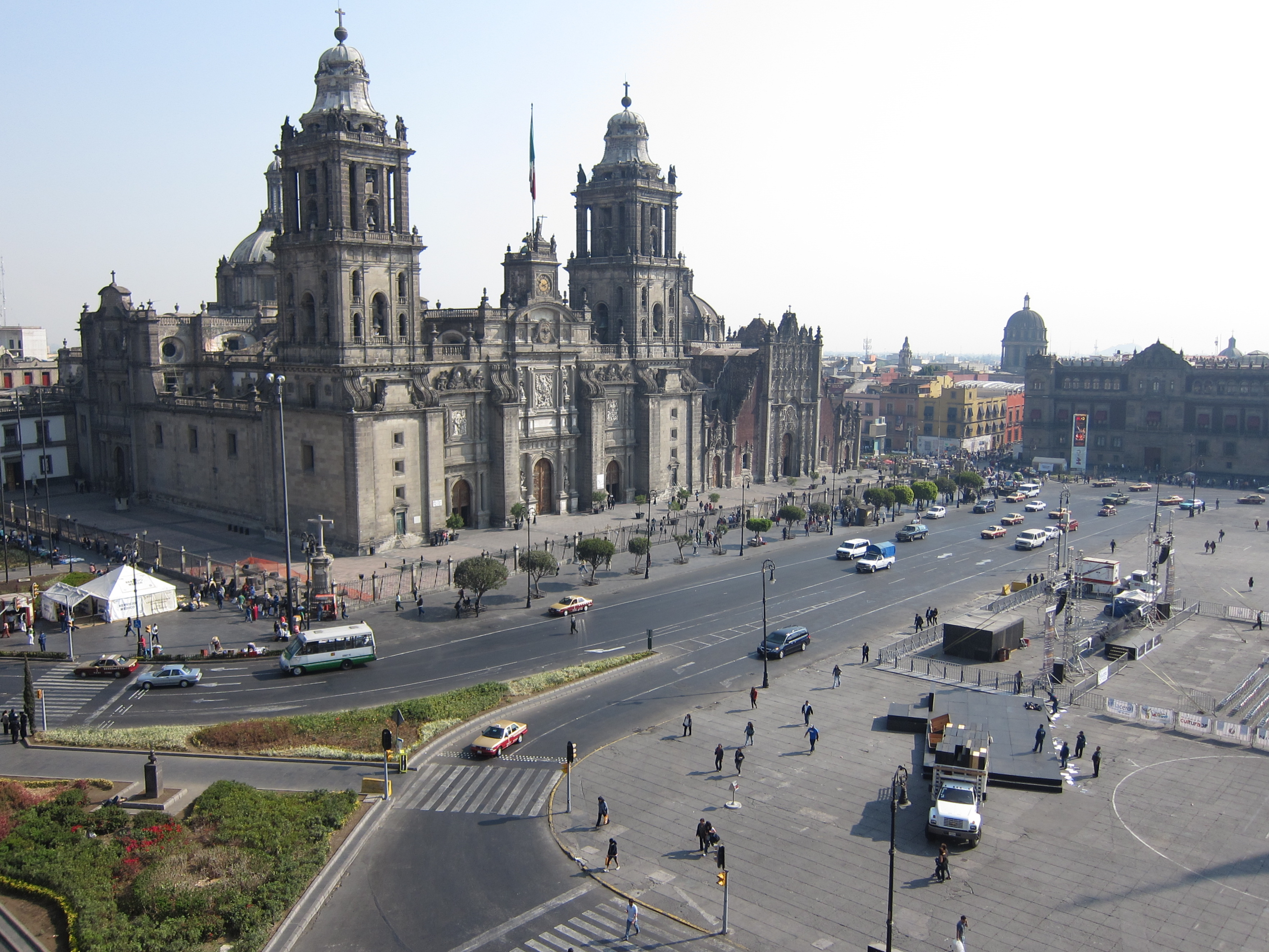
Mexikóváros történelmi központja